# Raymond A. Spruance
Pour les articles homonymes, voir Spruance.
Raymond Ames Spruance (3 juillet 1886 - 13 décembre 1969) est un amiral de la Marine des États-Unis pendant la guerre du Pacifique. À la bataille de Midway, la Task Force 16 que commandait Raymond Spruance, alors contre-amiral a pris une part déterminante dans la destruction de la principale force aéronavale japonaise du moment. L'amiral Morison, historiographe officiel de la Marine des États-Unis pendant la Seconde Guerre mondiale a écrit « la performance de Spruance (à Midway) a été superbe... Il a émergé de cette bataille comme un des plus grands amiraux de l'histoire navale américaine ». Il a commandé à la mer les forces navales du Pacifique central, d'août 1943 à avril 1944. À la tête de la Ve Flotte, de mai à août 1944, il a considérablement contribué à la victoire américaine de la bataille de la mer des Philippines, puis de février à mai 1945, il a dû affronter les kamikaze devant Iwo Jima et Okinawa. Après la guerre, l'amiral Spruance a succédé à la tête de la Flotte du Pacifique à l'amiral de la Flotte Nimitz devenu chef des opérations navales, puis en 1946 il a été nommé Président de l'École de Guerre Navale (Naval War College).
Après sa retraite en 1948, il a été ambassadeur des États-Unis auprès de la République des Philippines de 1952 à 1955. Il meurt à 83 ans en Californie.

## Carrière

### Avant la guerre du Pacifique
Né à Baltimore en 1886, Spruance a été élevé dans l'Indiana, à Indianapolis où il fut diplômé de la Shortridge High School. Il a intégré l'Académie navale d'Annapolis en 1903. Il en est diplômé fin 1906, au titre de la promotion de 1907, classé 24e sur 205. Il servit sur le cuirassé de défense côtière USS Iowa jusqu'en juillet 1907, il a rejoint alors le cuirassé pré-dreadnought USS Minnesota (BB-22), sur lequel il effectua la circumnavigation de la Grande flotte blanche. En avril 1909, il a suivi une formation en ingénierie électrique au siège de la General Electric à Schenectady, État de New York. Il embarque de mai 1910 à octobre 1911 sur l'USS  Connecticut,, après quoi il a été officier chef mécanicien du croiseur protégé USS Cincinnati (C-7). En mars 1913, il a reçu le commandement du destroyer USS Bainbridge. En mai 1914, il est affecté comme assistant à l'Inspecteur des Machines aux chantiers navals de Newport News en Virginie.
De février à juin 1916, il a contribué à l'achèvement de l'USS Pennsylvania et a servi à bord de ce cuirassé depuis son armement le 12 juin 1916 jusqu'à novembre 1917. La dernière année de la guerre, il a été affecté comme assistant officier mécanicien de l'Arsenal de New York, avec des tâches temporaires supplémentaires à Londres, et Edimbourg, en relation avec le contrôle du tir.
En janvier 1919, il a été commandant en second du transport de troupes USS Agamemnon (ex-allemand Kaiser Wilhelm II), employé à rapatrier des troupes aux États-Unis après la fin de la guerre. Entre avril 1919 et juin 1921, il a supervisé l'achèvement et reçu le commandement des destroyers USS Aaron Ward et USS Percival. Puis il a été affecté au Bureau de l'Ingénierie du Département de la Marine à Washington, DC. Il reçoit le commandement de l'USS Dale (DD-298) et plus tard, en 1924, de l'USS Osborne (DD-295), où il prend la suite du commander Halsey.
De juillet 1926 à mai 1927, il suit les cours de l'École de Guerre Navale (Naval War College), à Newport (Rhode Island), après quoi il est l'adjoint du directeur de l'Office du Renseignement de la Marine. Il est alors en relations avec le capitaine de frégate Itō qui est l'adjoint de l'attaché naval japonais, le capitaine de vaisseau Yamamoto. Promu commander en octobre 1929, il est commandant-en-second du cuirassé USS Mississippi et en juin 1931 il est retourné à l'École de Guerre Navale comme instructeur. De mai 1933 à mars 1935, il a été Chef d'État-major et Aide de camp du Commandant des Destroyers de la Force de Reconnaissance, puis a servi à nouveau à l'École de Guerre Navale, comme chef de la Section Tactique, jusqu'en 1938, où il rejoint l'USS Mississippi cette fois pour le commander jusqu'en janvier 1940. En février 1940, il devint le Commandant du 10e District naval, dont le Q.G. était à San Juan (Porto Rico). Il a été promu contre-amiral en décembre 1940. En juillet 1941, il a assumé la fonction supplémentaire de Commandant de la Frontière Maritime des Caraïbes. Dans cette période où la guerre a éclaté en Europe, il a l'occasion de rencontrer l'amiral King, alors commandant-en-chef de la Flotte de l'Atlantique, et les deux hommes ont développé un respect mutuel. Il fait aussi la connaissance du général Holland Smith, expert des Marines en matière de débarquement amphibie, dont Spruance a conclu que c'était un homme qui connaissait son affaire. Le 17 septembre 1941, il a reçu le commandement de la 5e Division de Croiseurs (CruDiv5),.

### De Pearl Harbour à Okinawa
Lors de l'attaque de Pearl Harbor, la 5e division de croiseurs commandée par le contre-amiral Spruance, faisait partie d'une Task Force, constituée autour du porte-avions USS Enterprise sur lequel le vice-amiral William Halsey avait sa marque. Ayant échappé au désastre, car elle était à la mer, au moment de l'attaque japonaise, cette force navale a participé, début février 1942, aux premiers raids voulus par l'amiral King, nouveau Commandant-en-Chef de la Flotte des États-Unis, notamment sur îles Gilbert et Marshall, qui, outre leur effet d'entretenir le moral des marins américains, ont surtout constitué des exercices d'entrainement nécessaires pour les forces aéronavales de la Flotte du Pacifique.
En avril, désignée comme la TF 16, elle a escorté le tout nouveau porte-avions USS Hornet, lors du raid sur Tokyo, mais en est revenue trop tard pour pouvoir prendre part à la bataille de la mer de Corail. L'intention de l'amiral Nimitz, Commandant-en-Chef de la Flotte du Pacifique est alors de prendre auprès de lui le contre-amiral Spruance comme chef d'état-major, celui étant remplacé à la tête des croiseurs du Task Group 16.2 par le contre-amiral Kinkaid.

#### À la bataille de Midway (4-6 juin 1942)
Mais, par des décryptages de messages japonais, l'amiral Nimitz a acquis la conviction que la Marine impériale japonaise préparait une attaque contre l'atoll de Midway, position américaine avancée à l'ouest des îles Hawaii. Il comptait donc lui opposer les trois porte-avions dont il disposait. Mais le vice-amiral Halsey, qui devait les commander, est tombé malade et a dû être hospitalisé. Consulté par l'amiral Nimitz, Halsey a avancé le nom de Spruance pour le remplacer à la tête de la TF 16. Raymond Spruance n'était pas un aviateur et il n'avait fait ses preuves que dans le commandement des croiseurs de l'escorte d'une force aéronavale, mais Halsey a convaincu Nimitz, mettant en avant la grande expérience de son chef d'état-major, le captain Browning, pour assister Spruance, et l'amiral Nimitz a accepté de différer la nomination de Spruance comme son chef d'état-major jusqu'après la bataille.

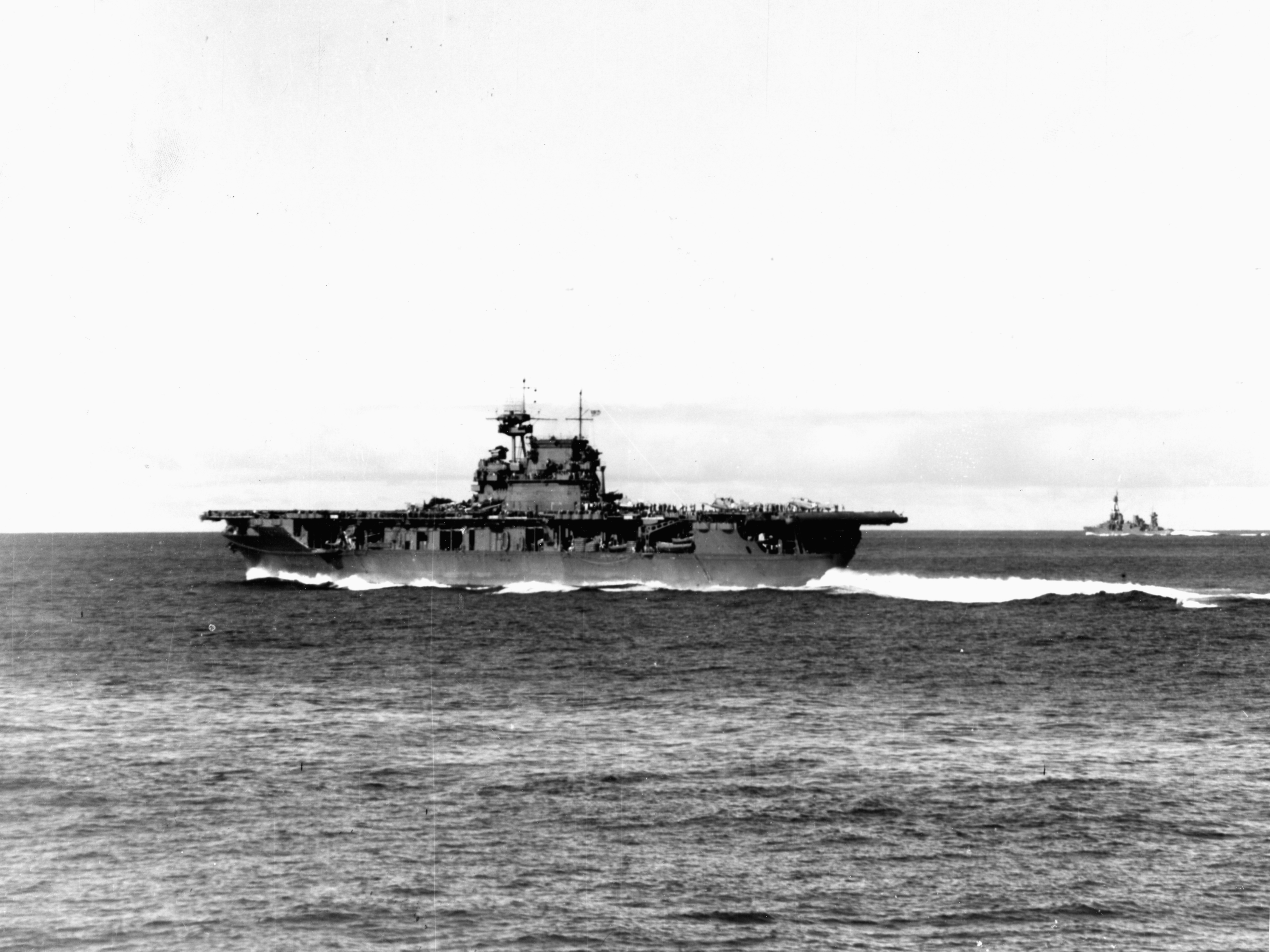
L', en route, le 4 juin 1942, au matin, à l'arrière-plan, l'.

Les mouvements des flottes américaine et japonaise et les attaques aériennes le 4 juin 1942, par William Koenig dans Epic Sea Battles.

La TF 16 (c'est-à-dire les USS Enterprise, commandé par le captain Murray, et Hornet commandé par le captain Mitscher, et les croiseurs du TG 16.2 du contre-amiral Kinkaid) a quitté Pearl Harbor le 28 mai. La TF 17, aux ordres du contre-amiral Fletcher, a appareillé le 30 mai, aussitôt que l'USS Yorktown a été de nouveau opérationnel, après les dégâts qu'il avait subis à la bataille de la mer de Corail. C'est le contre-amiral Fletcher qui, étant le plus ancien, était le commandant supérieur à la mer. Les porte-avions américains sont allés prendre position à 350 nautiques au nord-est de Midway, ils ont échappé aux patouilles des sous-marins japonais, déployées après leur passage, tandis qu'une reconnaissance aérienne sur Pearl Harbor (opération K) a été annulée en raison de la présence d'un bâtiment américain à proximité des hauts-fonds de la Frégate française, où les hydravions japonais de reconnaissance à long rayon d'action devaient refaire leurs pleins.
Des reconnaissances aériennes américaines ont repéré une force navale importante, le 3 juin, à 700 nautiques à l'ouest de Midway. L'aviation basée à Midway est allée l'attaquer, sans résultats notables. Le 4 juin vers 6 h du matin, ce sont deux porte-avions japonais qui ont été signalés à 330 km au nord-est de Midway, par un “Catalina”. Le contre-amiral Fletcher a donc demandé au contre-amiral Spruance de les attaquer dès que possible. Toutefois, il a souhaité garder les escadrilles de l'USS Yorktown en réserve, car il pensait que d'autres porte-avions japonais pouvaient être à la mer. Comme les équipages de la TF 16 n'avaient pas l'expérience du combat aéronaval que l'USS Yorktown avait acquise en mer de Corail, les premières escadrilles des USS Enterprise et Hornet n'ont décollé que vers 7 h, bien que le captain Browning les ait lancées sans attendre d'avoir une confirmation de la reconnaissance initiale. Les escadrilles de l'USS Yorktown ont finalement décollé vers 8 h.

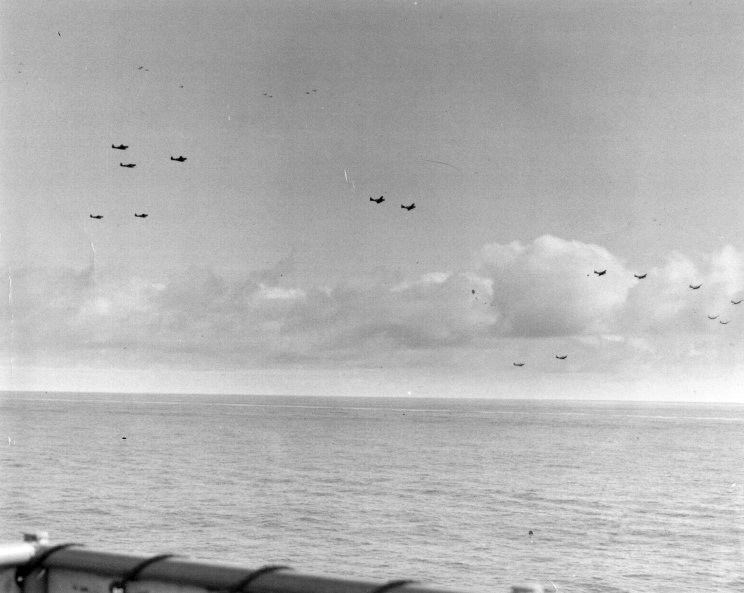
Les 15 "Devastators" de l'escadrille VT-8 s'éloignent de l'USS Hornet. Le 4 juin 1942, aucun ne reviendra.

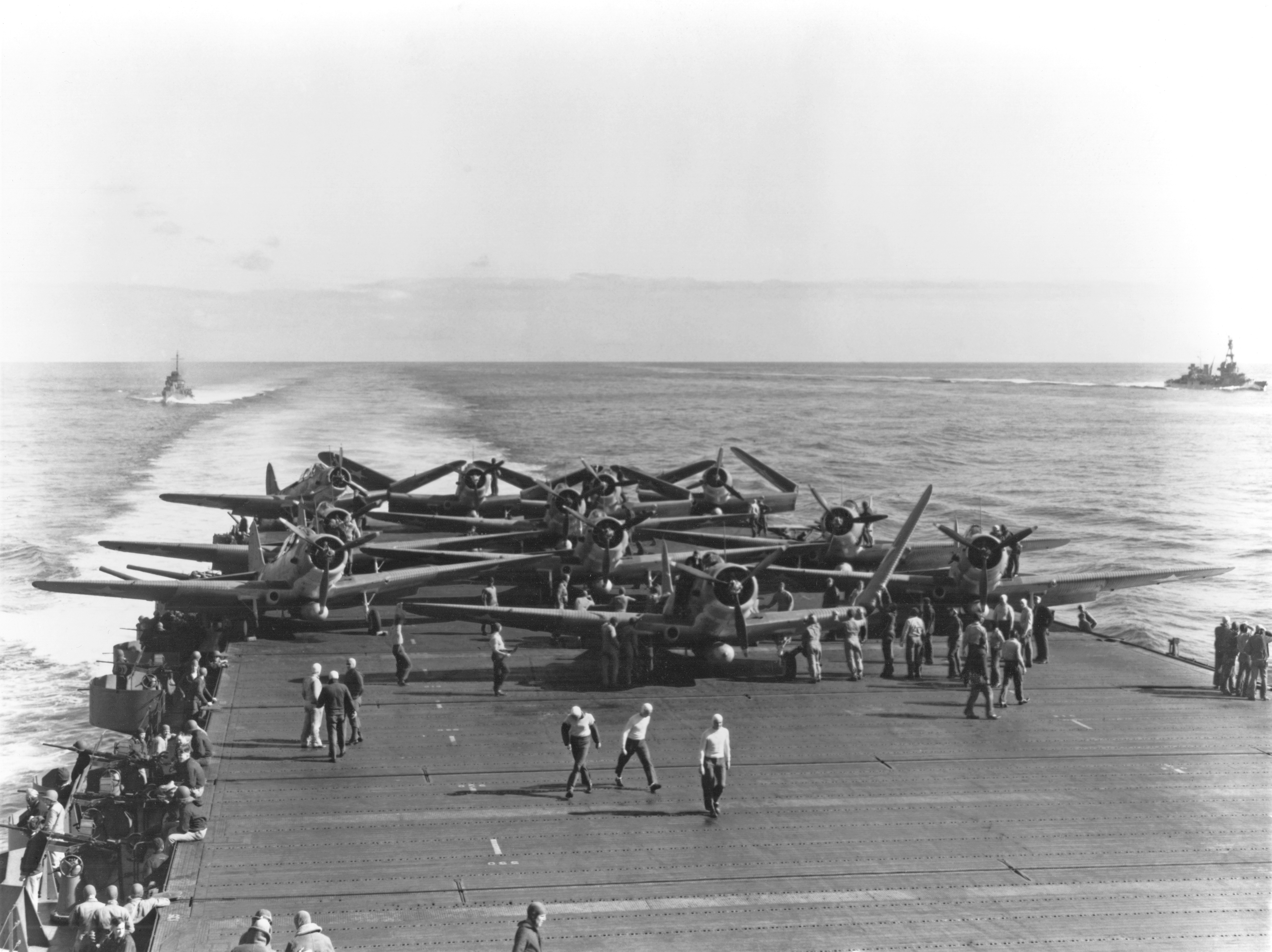
Onze TBD de la VT-6 sur le pont d’envol de l’ peu avant l’attaque. Beaucoup seront abattus (4 juin 1942).

La recherche des forces japonaises s'est faite dans des conditions assez calamiteuses : sur l'USS Hornet, le lieutenant commander John C. Waldron, commandant l'escadrille des bombardiers-torpilleurs VT-8, en désaccord avec le commandant du groupe aérien et avec le captain Mitscher sur le cap à suivre pour trouver les porte-avions japonais,, choisit de suivre la route qu'il jugeait (et était) la bonne, mais cette attaque effectuée sans escorte de chasseurs aboutit à la perte des 15 “Devastators” de l'escadrille VT-8. Bien que sans résultats en termes de dégâts portés, cette attaque et celle, aussi inefficace, des avions torpilleurs de l'USS Enterprise, a amené la chasse embarquée japonaise à opérer à basse altitude et au nord-est des porte-avions japonais, ce qui a facilité, peu après, l'approche, à haute altitude et par le sud, des escadrilles de bombardiers-en-piqué VS-6 et VB-6 de l'USS Enterprise qui avaient localisé in extremis les porte-avions japonais et ont mis hors de combat le Kaga et l'Akagi, et l'approche par l'est de l'escadrille VB-3 de l'USS Yorktown qui a mis hors de combat le Sôryû. Mais au total, pour l'USS Hornet le matin du 4 juin, à l'exception de l'escadrille VT-8 qui a réussi à trouver les bâtiments japonais, la recherche a été infructueuse, et 50 % des appareils ont été perdus, notamment en se retrouvant à court de carburant, et obligés d'amerrir.
Vers midi, une attaque partie du quatrième porte-avions japonais, le seul demeuré indemne, le Hiryū, navire amiral du contre-amiral Yamaguchi, atteignit l'USS Yorktown. Touché par trois bombes, en feu, le porte-avions américain fut immobilisé, et les pilotes japonais le donnèrent pour perdu. Le contre-amiral Fletcher a alors transféré sa marque sur l'USS Astoria. Mais les équipes de sécurité réussirent à maîtriser les incendies et à le remettre en route. À 13 h 20, il filait 20 nœuds, et avait repris les opérations avec son groupe aérien. Il fut attaqué une seconde fois, une heure plus tard, et reçut deux torpilles. Vers 15 h, la gîte atteignant 26°, il fallut l'évacuer. Convaincus d'avoir mis hors de combat un second porte-avions américain, et croyant avoir ainsi neutralisé tous les porte-avions américains, les Japonais ont été surpris, vers 16 h 30, par l'attaque venue des porte-avions du contre-amiral Spruance, et quatre bombes ont incendié le Hiryu, qui a brulé toute la nuit avant de couler le lendemain matin.

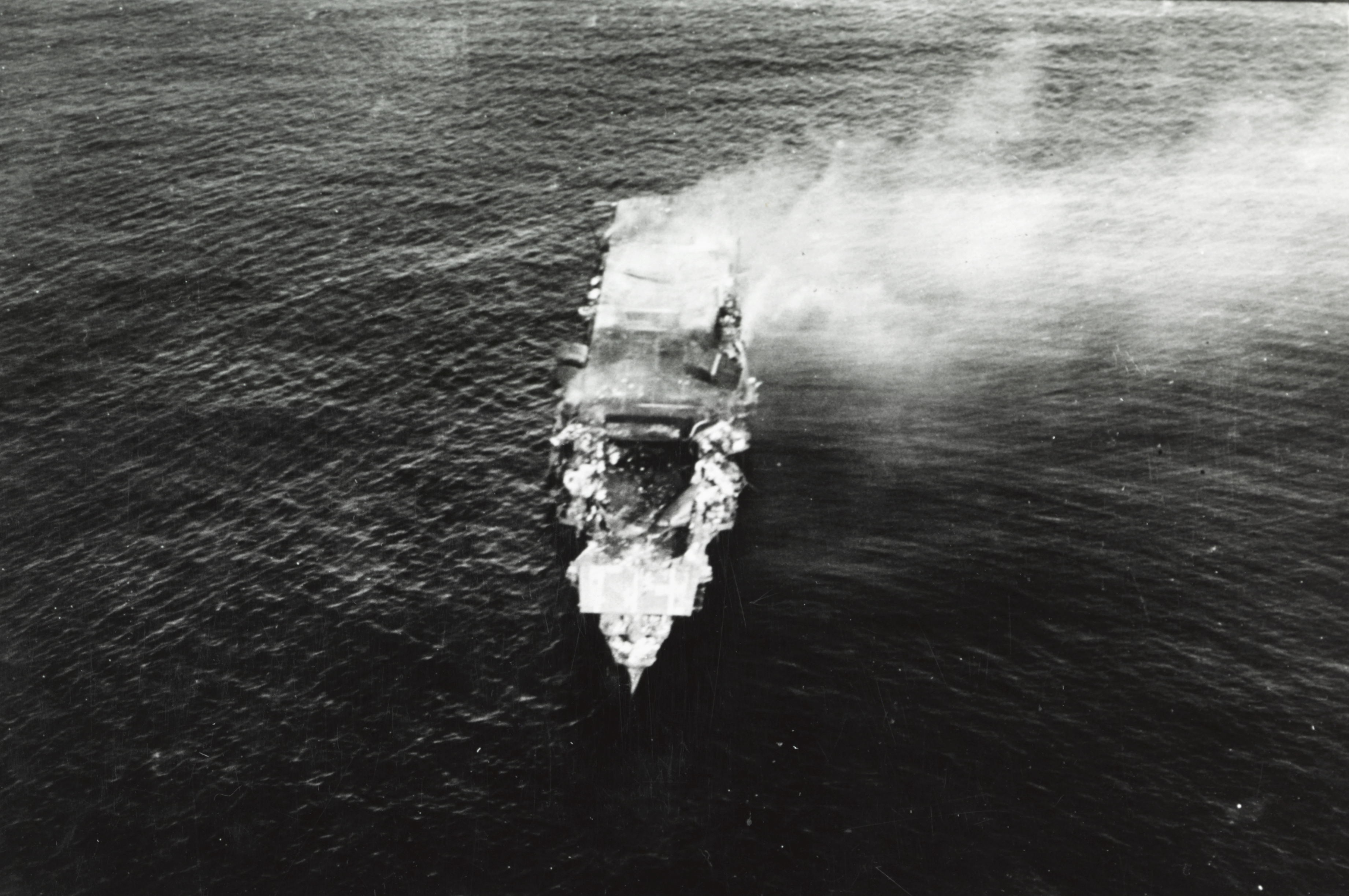
Le porte-avions Hiryū, mis hors de combat par l'aviation embarquée de la TF 16, le 4 juin, va couler le 5 juin 1942.

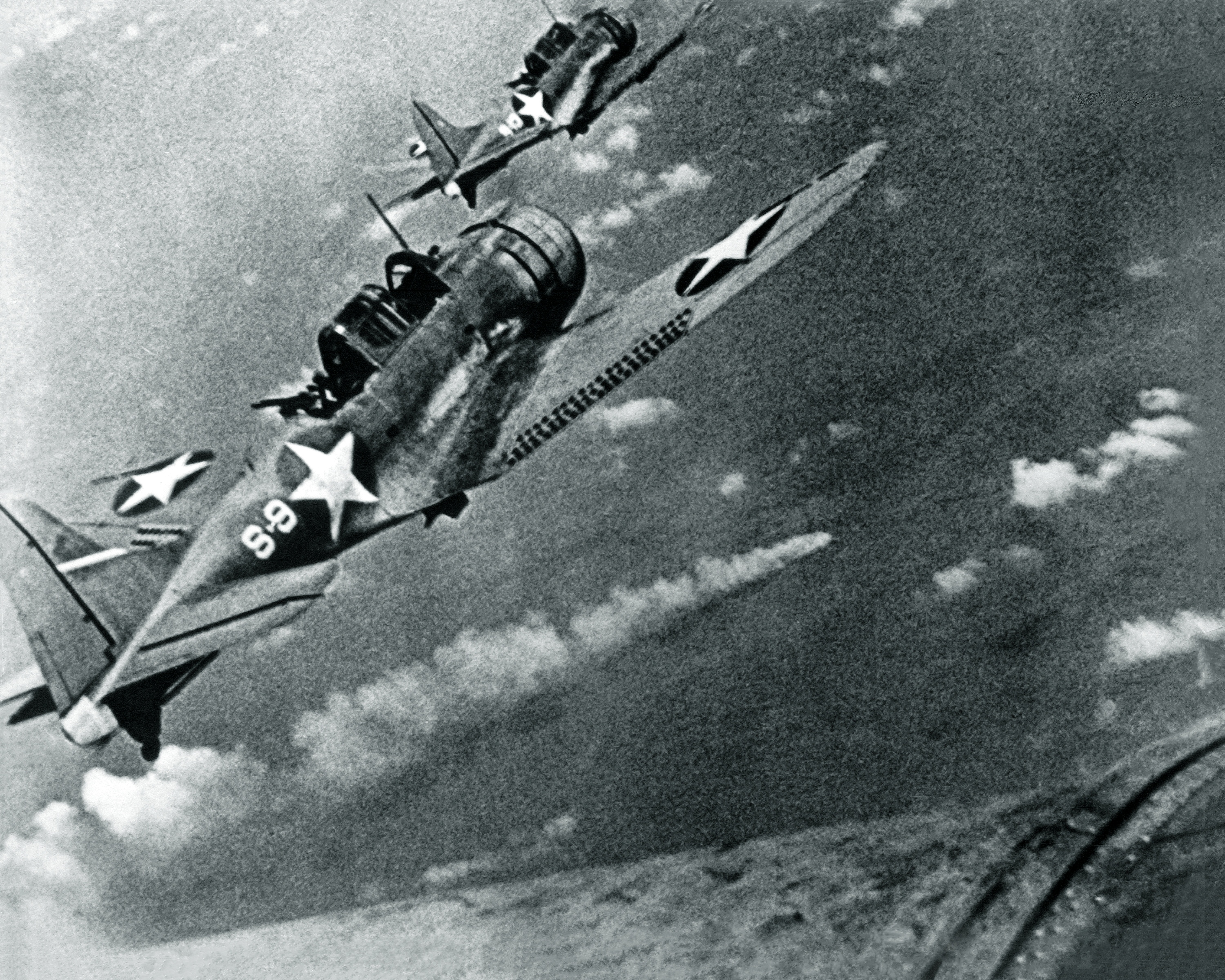
Des “Dauntless” de l'USS Hornet vont piquer sur le Mikuma qui brule, le 6 juin 1942.

Le contre-amiral Spruance, qui se trouvait à la tête des deux porte-avions restant opérationnels, a mis le cap à l'est, en fin d'après-midi du 4 juin, tandis que l'amiral Yamamoto qui avait cru, un moment, pouvoir rameuter les porte-avions opérant dans les parages des îles Aléoutiennes a dû, dans la nuit, se résoudre à mettre le cap sur le Japon. Le 5 juin, au sein de la 7e Division de Croiseurs japonais, que commandait le vice-amiral Kurita, et qui avait été lancée en avant-garde contre Midway, deux croiseurs se sont abordés à la suite d'une fausse manœuvre, et très ralentis, ont fait route vers l'atoll de Wake. Ils ont d'abord été attaqués sans résultats par de l'aviation basée à Midway, puis les avions de la TF 16 ont coulé le Mikuma et endommagé gravement le Mogami le 6 juin, tandis que le sous-marin japonais I-168 a torpillé l'USS Yorktown, en route en remorque vers Pearl Harbor. Le porte-avions a chaviré le 7 au matin.
Certains ont critiqué la décision du contre-amiral Spruance de se retirer vers l'est dans la soirée du 4 juin, mais le résultat d'une rencontre nocturne avec les puissants cuirassés de la 1re Flotte de l'amiral Yamamoto, compte tenu de l'entrainement des Japonais au combat de nuit, eût été extrêmement problématique. Le jugement de l'histoire a été extrêmement positif à l'égard de Raymond Spruance, pour sa manière de commander à Midway « Calme, concentré, sachant décider, cependant réceptif aux avis, gardant à l'esprit la représentation de forces largement dispersées, cependant saisissant audacieusement toute opportunité. », et le jugement de sa hiérarchie à l'époque également : il se voit attribuer sur proposition du vice-amiral Fletcher et de l'amiral Nimitz, la Navy Distinguished Service Medal,,.

#### Chef d'état-major de la Flotte du Pacifique (juillet 1942-août 1943)
En juin 1942, Spruance prit ses fonctions de chef d'état-major du Commandant en chef de la Flotte du Pacifique, l'amiral Chester Nimitz. Il a ainsi échappé au « gouffre des Salomon qui a consumé tant de carrières » (Lundstrom 2006), comme Fletcher, Murray, Ghormley, Wright, sans parler de Scott ou Callaghan. À ce poste, il joua un rôle essentiel dans la planification des offensives dans le Pacifique.

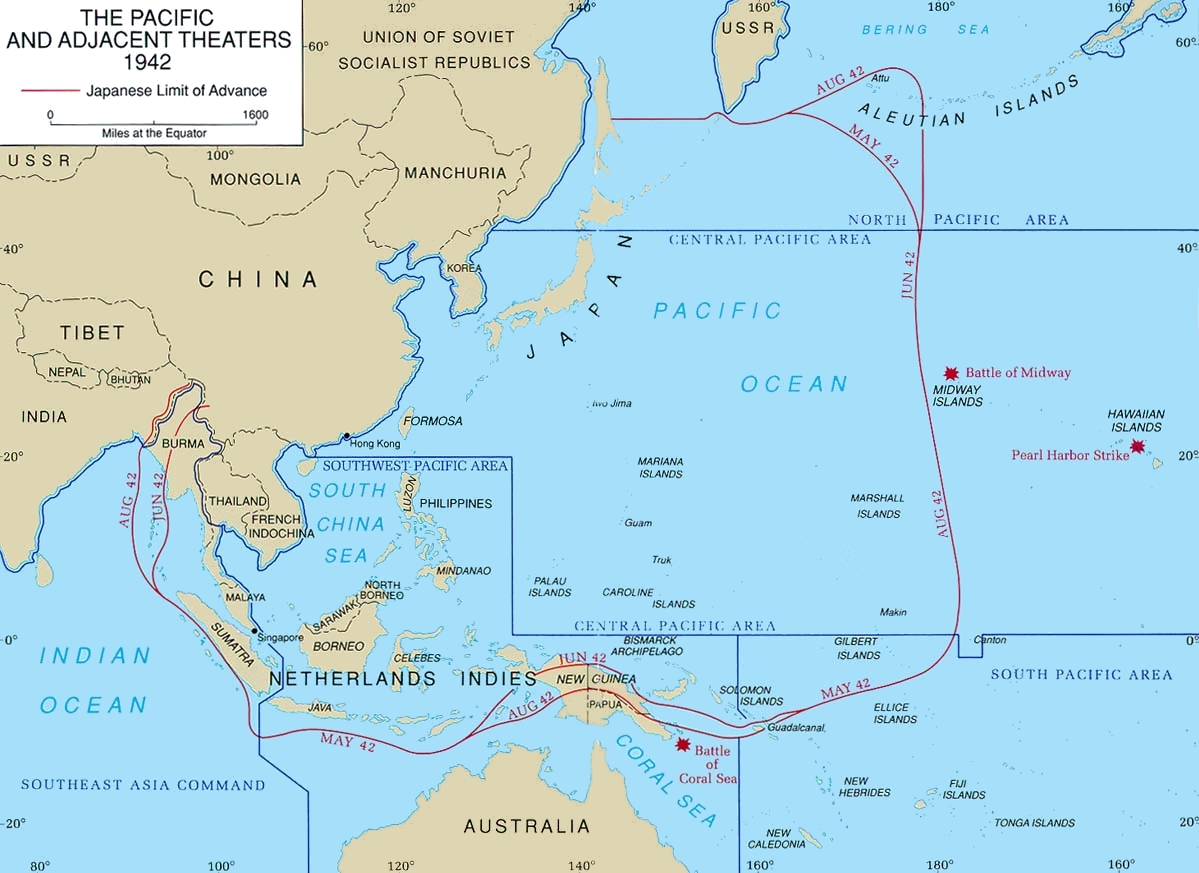
Carte des commandements alliés dans la guerre du Pacifique.

Structure des commandements américains dans le Pacifique.

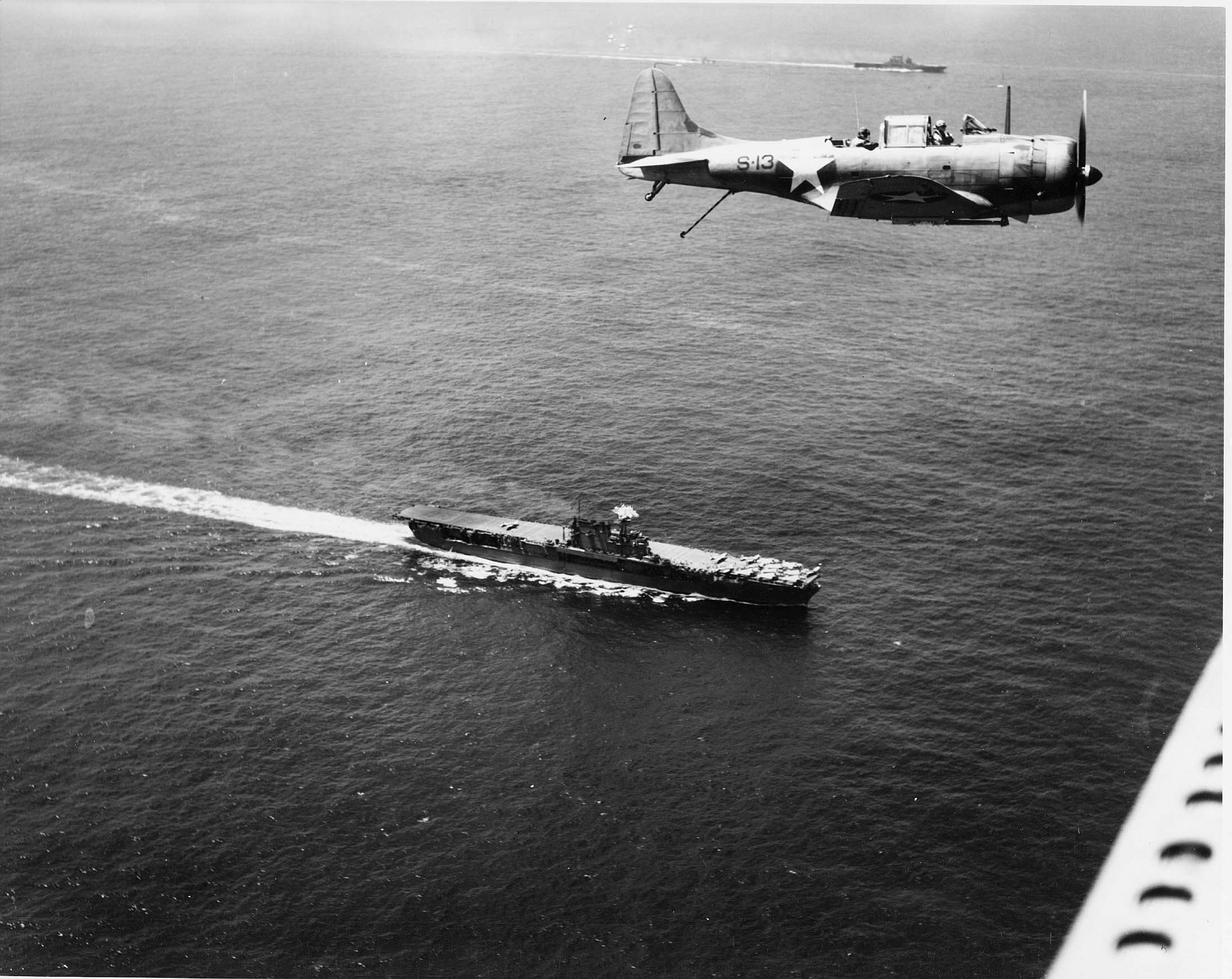
À proximité de Guadalcanal, le 19 décembre 1942, un “Dauntless” survole l’ avec en arrière-plan, l’ après qu'il a été réparé des dégâts subis lors de son torpillage du 31 août.

L'amiral Nimitz, dont le contre-amiral Spruance était le chef d'état-major, était le Commandant en chef des Zones de l'Océan Pacifique (CINCPOA), dans lesquelles son autorité s'étendait à l'ensemble des forces navales mais aussi terrestres et aériennes alliées. Il a délégué son autorité de commandant en chef inter-armées, dans les Zones du Pacifique-Nord et du Pacifique-Sud, mais pas dans le Pacifique central. Mais en tant que commandant en chef de la Flotte du Pacifique, son autorité s'étendait aussi aux forces navales américaines intervenant dans les Zones telles que le Pacifique Sud-Ouest, qui relevait du général MacArthur, ou le Commandement du Sud-Est asiatique (South East Asia Command), qui avait été confié aux Britanniques.
Le contre-amiral Spruance a ainsi eu à connaitre la campagne de Guadalcanal, d'août 1942 à février 1943, puis la campagne des îles Salomon dans la zone de Pacifique Sud, la campagne des îles Aléoutiennes, avec la bataille des îles du Commandeur et la reconquête d'Attu et de Kiska, qui s'est achevée en août 1943, dans la Zone du Pacifique Nord, l'intervention des forces navales américaines dans la campagne de Nouvelle-Guinée, qui ressortissaient de la Zone du Pacifique Sud-Ouest, mais surtout la préparation de l'offensive américaine dans le Pacifique central dont l'amiral Nimitz avait la responsabilité directe. Pour l'exercice de sa fonction comme chef d'état-major de la Flotte du Pacifique, Raymond Spruance a été cité une seconde fois pour service distingué et donc avec attribution d'une étoile d'or sur le ruban de sa Navy Distinguished Service Medal.
L'année 1943 a été celle du renversement de la suprématie des forces aéronavales entre l'empire du Japon et les États-Unis.

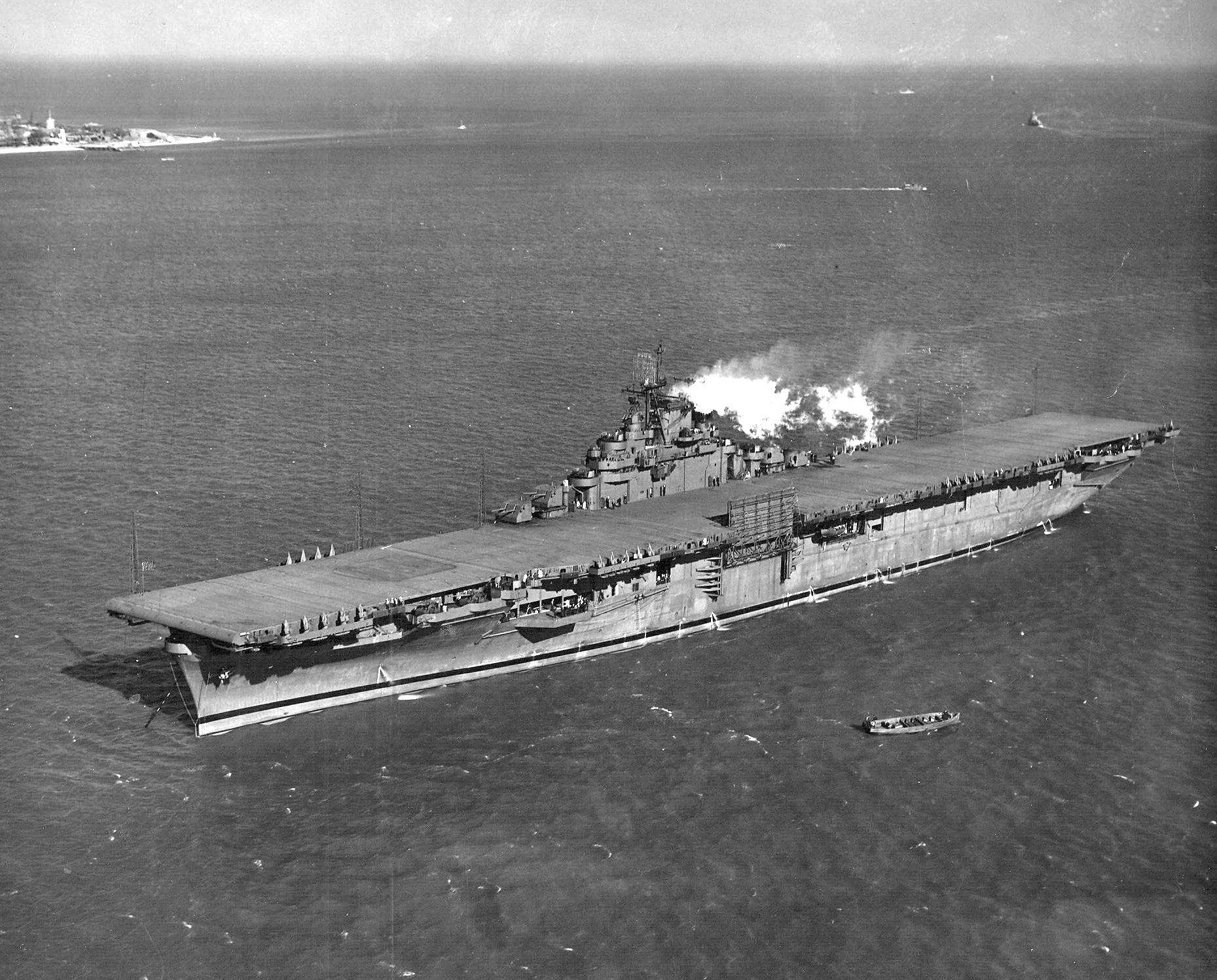
L' en essais, le 1er février 1943.

Au 31 décembre 1942, l'empire du Japon avait perdu les porte-avions Shoho, Akagi, Kaga, Soryu, Hiryu, Ryujo, il restait à la Marine impériale les deux porte-avions de classe Shokaku, les deux porte-avions de la classe Hiyō, le Zuiho et le Ryūhō, le vieil Hosho, et les trois porte-avions de la classe Taiyō, qui formaient un ensemble assez disparate. Mais le Service aérien de la Marine impériale japonaise peinait aussi beaucoup à remplacer les pertes en personnel volant qu'il avait subies au cours des quatre batailles aéronavales de 1942 et des combats aériens autour de Guadalcanal. Enfin, les appareils des groupes aériens des porte-avions et de l'aviation navale basée à terre avaient vieilli.
Si, à cette même date, les Américains ne disposaient plus que de deux porte-avions d'escadre, les USS Saratoga et Enterprise, sur les six qu'ils avaient engagés en 1942, les premiers grands porte-avions de la classe Essex étaient en achèvement, ainsi que les porte-avions légers de la classe Independence. Ces nouveaux porte-avions rapides ont rallié la Flotte américaine du Pacifique à partir de la mi-1943, l'USS Essex en mai, les USS Independence et Yorktown en juillet. Ils ont constitué la Task Force 15, à la tête de laquelle a été placé le contre-amiral Pownall, et ils ont effectué, avec le cuirassé USS Indiana, un raid sur l'île Marcus, le 31 août.

#### À la tête de la Force du Pacifique central (d'août 1943 à avril 1944)
Mais le vice amiral Spruance (il avait bénéficié d'une promotion à ce grade en juin 1943, et avait été nommé en même temps adjoint au commandant en chef de la Flotte du Pacifique) a été nommé le 5 août, Commandant de la Force du Pacifique central, c'est-à-dire des forces navales dans le secteur du Pacifique dont l'amiral Nimitz se réservait le commandement en chef interarmées. Le contre-amiral McMorris lui a succédé comme chef d'état-major de la Flotte du Pacifique.
Avec l'arrivée des USS Lexington, Princeton et Belleau Wood, une nouvelle Task Force 50, toujours aux ordres du contre-amiral Pownall, a effectué le 18 septembre, un raid sur Makin et Tarawa au nord des îles Gilbert. Aussitôt le vice-amiral Ozawa avec les porte-avions Shokaku, Zuikaku et Zuiho de la 3e Flotte japonaise, les cuirassés Yamato et Nagato et quatre croiseurs lourds, a vainement essayé d'intercepter les porte-avions américains (18-25 septembre 1943).
Les instructions de l'amiral Nimitz au vice-amiral Spruance, en date du 5 octobre, sont :

« Capturer, occuper, et défendre Makin, Tarawa, Abemama tout en isolant fermement Nauru, afin de :

a) Contrôler totalement les îles Gilbert;
b) Se préparer à la conquête des îles Marshall;
c) Améliorer la sécurité des lignes de communication ;
d) Soutenir les opérations dans le Pacifique Sud-ouest et en Birmanie en augmentant la pression sur les Japonais. »
C'est le début de l'offensive qui a permis, en exécution des décisions prises aux conférences interalliées de Québec, et du Caire, en 1943, de disposer successivement dans les îles Gilbert, puis dans les îles Marshall, des aérodromes nécessaires au soutien de l'attaque des îles Mariannes, pour bombarder l'archipel japonais, avec les bombardiers lourds B-29 “Superfortress”, dont les premiers exemplaires de série ont été livrés en septembre 1943.

##### Le bombardement de Rabaul (début novembre 1943)

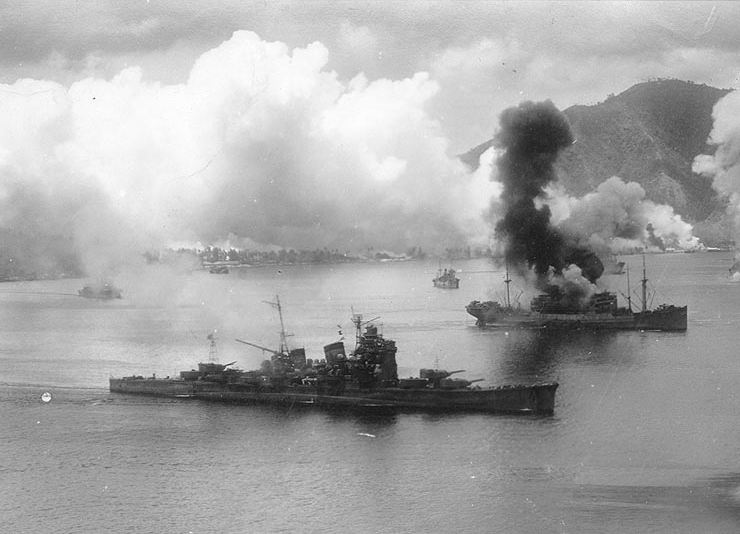
Le Haguro sous les bombes de l'U.S.A.A.F., à Rabaul, le 2 novembre 1943.

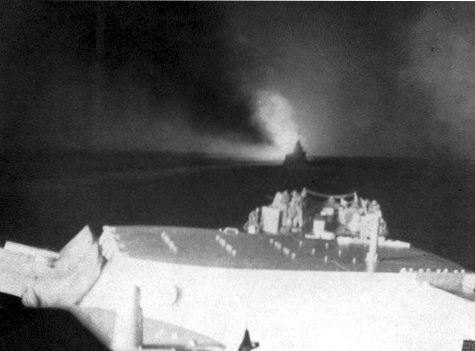
Vue de la bataille de la baie de l'Impératrice Augusta, depuis le croiseur, avec à l'arrière-plan le.

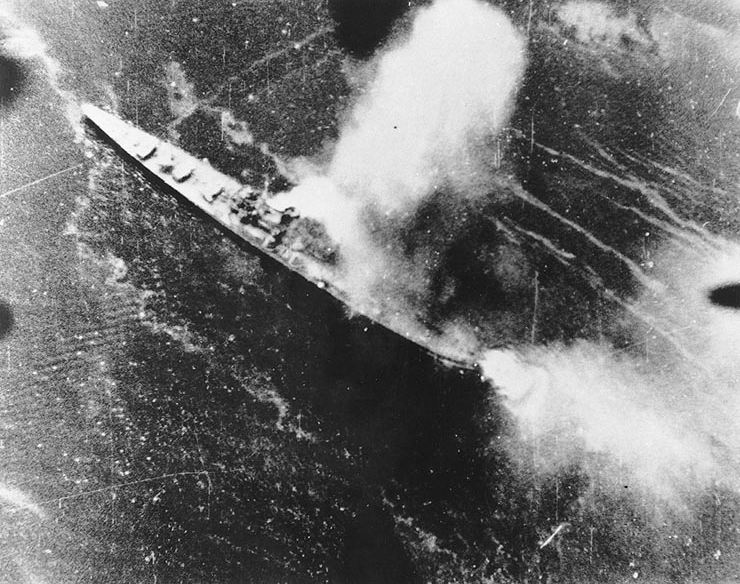
Le Chikuma vu depuis un “Dauntless” de l' qui l'a manqué de peu, à Rabaul, le 5 novembre 1943.

Au début novembre, dans le secteur du Pacifique Sud-ouest, dans le cadre de la campagne de Nouvelle-Guinée, l'aviation australienne et la Ve Air Force (l'aviation du général MacArthur) ont entrepris le bombardement de Rabaul, tandis que dans le secteur du Pacifique sud, aux ordres de l'amiral Halsey, s'achevait la campagne des îles Salomon, avec une attaque prévisible de l'île de Bougainville. L'amiral Koga, commandant-en-chef de la Flotte Combinée, de son côté, avait décidé de lancer une opération de renforcement de Rabaul (opération Ro) et dans ce but, les groupes aériens des porte-avions de la 3e Flotte à Truk ont été débarqués, dans les derniers jours d'octobre 1943, pour renforcer la 11e Flotte Aérienne, aux ordres du vice-amiral Kusaka. La TF 38, aux ordres du contre-amiral Sherman, constituée autour des USS Saratoga et Princeton assurait alors la couverture éloignée du débarquement sur Bougainville à proximité du cap Torokina, le 1er novembre. Après qu'une contre-attaque de croiseurs japonais basés à Rabaul a été repoussée dès la nuit suivante, par les croiseurs de la TF 39 du contre-amiral Merrill, chargés de la couverture rapprochée, à la bataille de la baie de l'Impératrice Augusta, sept croiseurs lourds basés à Truk furent envoyés à Rabaul, par l'amiral Koga. La TF 38, qui bombardait les aérodromes de l'aviation navale japonaise basée à terre sur les îles Shortland et Buka alla attaquer Rabaul, où les croiseurs refaisaient leurs pleins. Malgré les redoutables défenses antiaériennes de cette base, le Maya a été avarié, et les croiseurs Atago, Takao et Mogami endommagés, le 5 novembre. Les Task Groups 50.2 et 50.3 étaient en route vers les îles Gilbert et avaient atteint Espiritu Santo, dans les Nouvelles Hébrides. Le TG 50.2 (avec l'USS Enterprise qui rentrait d'une grande refonte qui l'avait mis au niveau de l'USS Hornet (CV-8), et les USS Belleau Wood et Monterey) alla bombarder Tarawa, le 11 novembre, tandis que le TG 50.3 (avec les USS Essex, Bunker Hill et Independence) alla prêter main-forte à la TF 38, devenue le TG 50.4, pour bombarder Rabaul. Incidemment, ce fut la première mission de guerre des “Hellcats”. Mais déjà, la Marine impériale japonaise avait replié ses grandes unités sur Truk, dans les îles Carolines, et ni Rabaul, ni Kavieng n'eurent ensuite de valeur opérationnelle en tant que bases navales.

##### Le débarquement à Tarawa (fin novembre 1943)

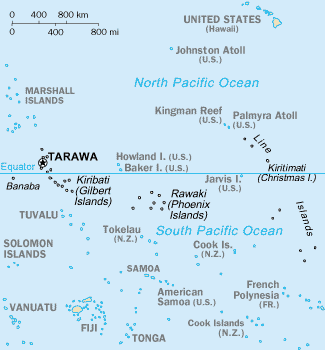
Carte du Pacifique central.

Une semaine plus tard, le 19 novembre, les six porte-avions d'escadre et cinq porte-avions légers de la Task Force 50, qui comptait aussi en son sein six cuirassés modernes des classes North Carolina et South Dakota, ont bombardé les aérodromes des îles Gilbert, des îles Marshall et de Nauru et le lendemain, les cuirassés anciens et les croiseurs lourds des Task Groups d'Appui Feu 52.2 et 53.4, ont effectué le bombardement préparatoire au débarquement sur Makin au nord et Tarawa au sud, la couverture aérienne rapprochée étant assurée par les Task Groups d'Appui Aérien 52.3 (la Car Div 24, 24e division de Porte-avions, USS Liscome Bay, USS Coral Sea, USS Corregidor) et 53.6 (la Car Div 22, 22e division de Porte-avions, USS Sangamon, USS Suwanee, USS Chenango),. La force de débarquement, le Ve Corps Amphibie (V.AF), était commandé par le général des Marines Holland Smith que le vice-amiral Spruance avait connu en 1941.
Le bombardement préparatoire de l'artillerie navale a été plus impressionnant qu'efficace. Les Japonais, alertés par un raid des Marines un an auparavant, avaient fortifié les abords des plages et s'étaient renforcés ; ils se battirent avec acharnement. La prise de l'aérodrome de Betio a été particulièrement sanglante. Les pertes de l'infanterie américaine en trois jours (près de 1 000 tués) ont dépassé 60 % de celles subies en six mois (1 600 tués) à Guadalcanal. Devant Makin, le 24 novembre, l'USS Liscome Bay, torpillé par le sous-marin I-175, coula avec 650 tués sur un équipage d'un peu plus de 900 hommes.
Critiqué, en sous-main, par le captain Clark et le vice-amiral Towers, Commandant des Forces Aériennes de la Flotte du Pacifique, le contre-amiral Pownall a été taxé de manque d'agressivité. Le 1er janvier 1944, le contre-amiral Mitscher a été placé à la tête de la 3e Division de Porte-avions (Car Div3), c'est-à-dire des USS Yorktown et USS Lexington, et chargé de la coordination tactique opérationnelle de la Task Force 50 qui a été rebaptisée Task Force 58, le 6 janvier 1944.

##### Le débarquement sur les îles Marshall et le bombardement de Truk (février 1944)

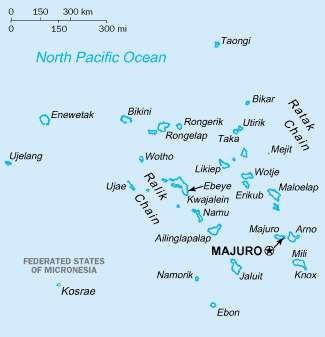
Carte des îles Marshall.

Lorsque le contre-amiral Mitscher a pris le commandement de la TF 58, la conviction de tous les états-majors était que les forces aéronavales pouvaient mener des raids victorieux (l'attaque de Pearl Harbor en était la preuve), mais ne pouvaient venir à bout d'une puissante aviation basée à terre, ce qui s'était encore vérifié en Méditerranée orientale en 1941, ou dans l'Arctique en 1942 Cette conviction était à la base de la nouvelle stratégie de la Zone de Défense Nationale Absolue, que le Haut Commandement japonais, prenant en compte l'affaiblissement de l'aviation embarquée, avait arrêtée à l'automne 1943, selon laquelle les Îles Kouriles, les Îles Bonin (dont fait partie Iwo Jima), les Îles Mariannes, les Îles Carolines, l'île de Biak au large de l'extrémité nord-ouest de la Nouvelle-Guinée, les îles de la Sonde et la Birmanie constituaient autant de « porte-avions insubmersibles ». Son instrument principal devait être la 1re Flotte Aérienne du vice-amiral Kakuta; créée le 1er juillet 1943, dont les pilotes, basés à terre, pouvaient avoir une formation moins achevée que celle des pilotes de l'aviation embarquée. On aura remarqué que cette zone n'incluait pas les îles Salomon, la côte nord-est de la Papouasie-Nouvelle-Guinée, ni les îles Gilbert et les îles Marshall, qui ont été au centre des combats de 1943 et du début de 1944. L'Armée impériale, dont le point de vue avait prévalu, y voyait une ultime ligne de défense, alors que la Marine estimait nécessaire de combattre sur une première ligne de défense qui était constituée des territoires « sous mandat ».
Tous les territoires reconquis jusqu'alors par les Alliés étaient avant-guerre des territoires sous mandat de la Société des Nations administrés par l'Australie, comme la Papouasie Nouvelle-Guinée, ou des protectorats britanniques comme celui des îles Salomon ou des colonies comme les îles Gilbert. L'objectif suivant, les îles Marshall, était une ancienne colonie allemande, dont après la Première guerre mondiale l'administration avait été confiée, sous mandat de la Société des Nations, à l'empire du Japon qui y voyait un élément de sa première ligne de défense, et les avait fortifiées en secret, mais la topographie des îles ne se prêtait qu'à des fortifications aux abords des côtes.
Dès le mois de décembre 1943, les positions japonaises des îles Marshall avaient été bombardées par l'aviation embarquée et par les bombardiers des United States Army Air Forces partis des aérodromes des îles Gilbert et de l'aérodrome construit sur l'île Baker. Le pilonnage s'est accentué à la fin janvier 1944, sous le commandement du contre-amiral Mitscher, utilisant les techniques et les méthodes qu'il promouvait : les chasseurs attaquaient les premiers, mitraillant les défenses anti-aériennes, et les bombardiers ensuite détruisaient les installations et creusaient des cratères sur les pistes d'aviation. Les forces aériennes japonaises y étaient évaluées à 150 appareils et on estimait qu'il faudrait deux jours pour que soit acquise la supériorité aérienne. Ce fut fait à midi, le premier jour, les Japonais ont perdu 155 appareils, les Américains, 57. Le débarquement a eu lieu le 2 février 1944 sur Roi-Namur, et Kwajalein où les cuirassés USS Iowa et New Jersey ont reçu le baptême du feu, les pertes des troupes terrestres ont été inférieures à 400 tués. L'amiral Nimitz a conclu que c'était « typique de ce qu'on pouvait attendre dans le futur ».

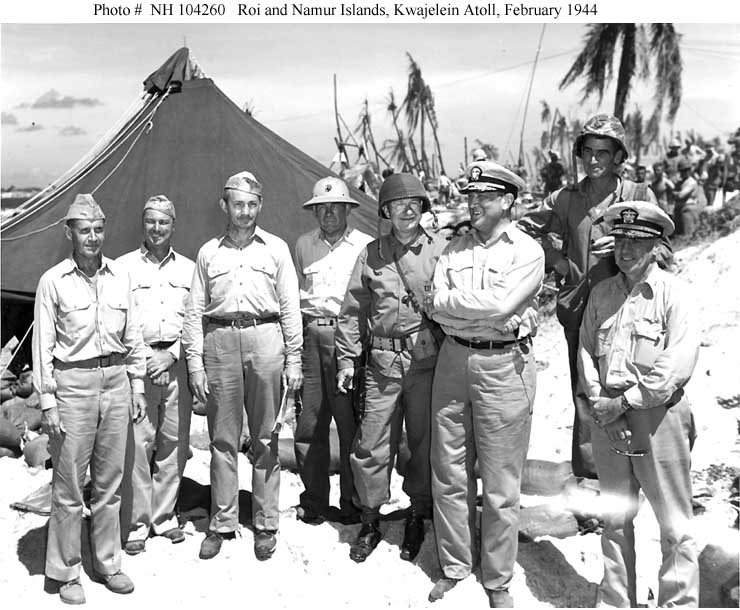
En inspection à Kwajalein, en février 1944, le vice-amiral Spruance est le premier à gauche, et le contre-amiral Pownall, qui sera nommé fin février au commandement des Forces Aériennes de la Flotte du Pacifique, le dernier à droite.

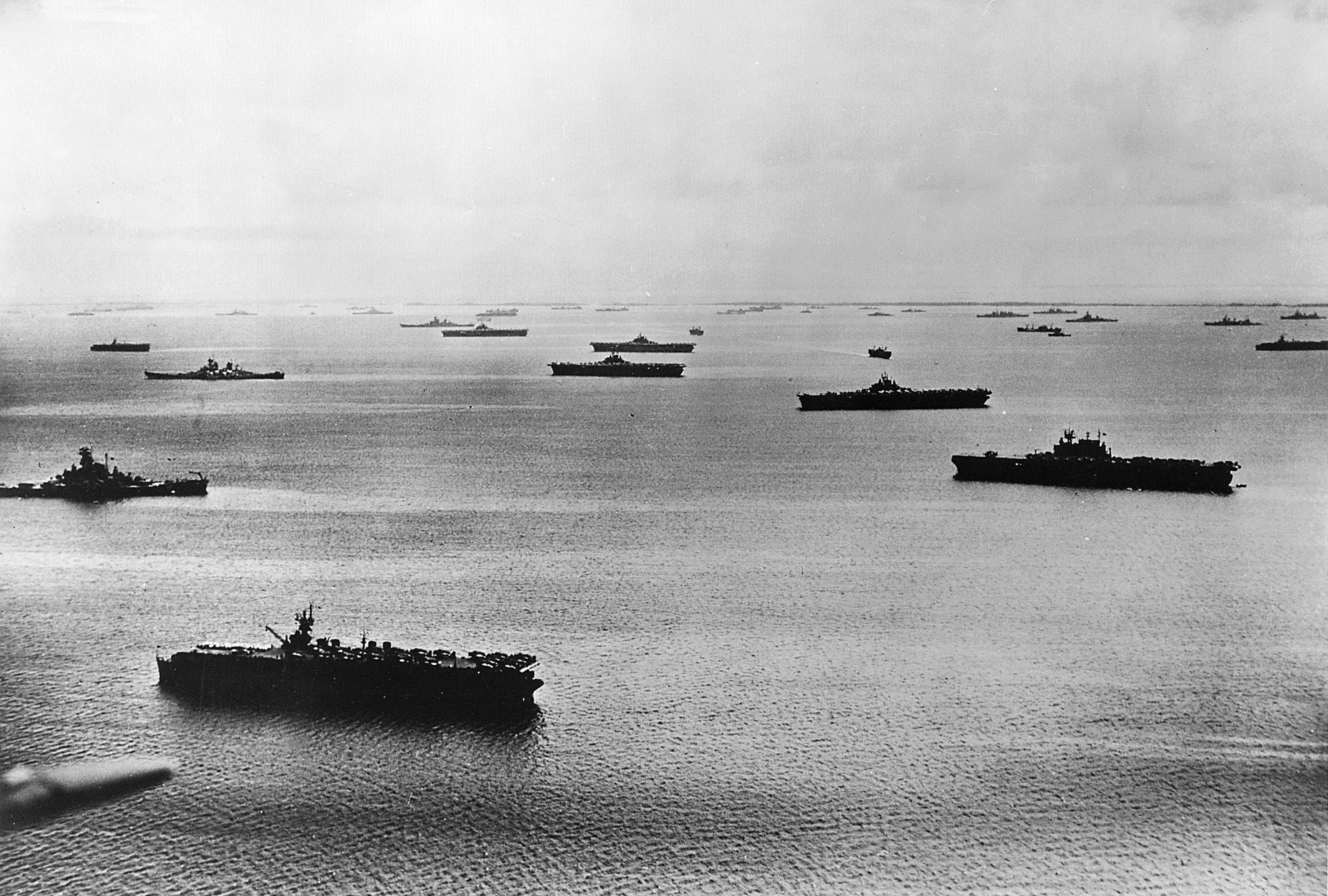
La Task force des Porte-avions Rapides, en 1944, à l'atoll de Majuro, alors que l'amiral Spruance exerce le commandement des forces navales du Pacifique central.

Le 16 février, le vice-amiral Spruance a été promu amiral.
Les Task Groups de la TF 58 vont alors couvrir des débarquements, comme le TG 58.4 à Eniwetok (opération Catchpole, à l'ouest des Îles Marshall, du 12 au 17 février), ou effectuer des missions de bombardement sur Truk, la grande base japonaise des Îles Carolines (opération Hailstone avec les TG 58.1, 58.2, et 58.3, les 17 et 18 février).
Le commandant-en-chef de la Flotte Combinée japonaise, l'amiral Koga, inquiet de la possibilité de l'attaque de Truk, au cœur de la nouvelle “Zone de Défense Nationale Absolue”, avait replié ses grands bâtiments sur les Palaos. L'attaque de cette puissante base, surnommée le “Gibraltar du Pacifique”, inquiétait beaucoup les équipages des bâtiments américains, mais ce fut un grand succès. L'arrivée de l'aviation embarquée américaine, derrière un front météorologique, a surpris les Japonais. Même s'il n'y eut, comme grands navires de guerre, que deux croiseurs légers (Agano et Naka) et le croiseur école Katori coulés, 200 000 tonnes de navires japonais ont été détruites, ainsi que 275 avions, au prix de la perte de quatre “Hellcats” et neuf “Avengers”, et de dégâts sur le porte-avions USS Intrepid, touché par une torpille qui a mis hors service deux arbres d'hélices du même bord, mais qui a pu regagner Majuro, dans les îles Marshall, par ses propres moyens. Ceci démontrait que la Task Force 58, fer de lance de la Force du Pacifique central, était capable d'affronter les positions aéronavales les plus fortes de la Marine impériale japonaise.
La Task Force 58 a poursuivi ses raids sur les Îles Mariannes (Saipan, Tinian et Guam) à la fin de l'opération Catchpole, du 21 au 23 février, ou sur Palaos, Yap et Ulithi (opération Desecrate I, du 28 mars au 1er avril).
En mars, le contre-amiral Mitscher a été promu vice-amiral.
Truk et Palau sont à nouveau l'objectif des bombardements de l'aviation embarquée de la Task Force 58, le 29 et le 30 avril, tandis que les cuirassés bombardent Ponape, le 1er mai, au retour des opérations Reckless et Persecution, en appui de l'avance des troupes du général MacArthur, débarquant à Hollandia, sur la côte nord de la Nouvelle-Guinée.
Le 29 avril, la Force du Pacifique Central de l'amiral Spruance a pris le nom de Ve Flotte.

#### Commandant de laVeFlotte américaine (de mai à août 1944)
Une réorganisation des forces navales japonaises était intervenue également le 1er mars 1944, la Flotte Combinée étant remplacée, comme unité opérationnelle, par la 1re Force Mobile dont le vice-amiral Ozawa a reçu le commandement. Un Commandement-en-Chef d'une Zone du Pacifiqe Central et une 14e Flotte Aérienne ont été créés, avec Q.G. à Saipan, qui ont été confiés au vice-amiral Nagumo, le 3 mars. 
La 1re Flotte Mobile était organisée en trois Forces, assez semblables aux Task Forces américaines, rassemblant porte-avions et grands navires « porte-canons ».
- Une Force “A”, commandée par le vice-amiral Ozawa personnellement, comprenait la 1re Division de Porte-avions (Taihō, Shokaku et Zuikaku), les deux croiseurs lourds Myōkō et Haguro, un croiseur léger et six destroyers. Les grands porte-avions Shokaku et Zuikaku étant passés en cale sèche au Japon, au début de 1944, ils n'ont rejoint Singapour, et le mouillage des îles Lingga, que vers le 20 mars. Peu après, le grand porte-avions Taihō[43],[44] a été armé et a rejoint la 1re Division de Porte-avions, le 5 avril. Le vice-amiral Ozawa y a alors transféré sa marque.
- Une Force “B”, commandée par le contre-amiral Jōjima, comprenait la 2e Division de Porte-avions (Hiyo, Jun'yō et Ryūhō), le cuirassé Nagato et le croiseur lourd Mogami et dix destroyers. Les Hiyo et Jun'yō ont dû d'abord reconstituer et entrainer leurs groupes aériens (le 652e kōkūtai), à proximité du Japon. Ils rallièrent le mouillage de Tawi-Tawi, en mer de Sulu au sud des Philippines, où les porte-avions aux ordres du vice-amiral Ozawa étaient arrivés le 15 mai.
- Une Force “C”, commandée par le vice-amiral Kurita, comprenait la 3e Division de Porte-avions (Zuiho, Chitose et Chiyoda, les 1re et 3e Divisions de Cuirassés, (Yamato et Musashi, Kongō et Haruna), huit croiseurs lourds, (les quatre de la classe Takao, deux de la classe Mogami et les deux de la classe Tone), un croiseur léger et sept destroyers. Elle s'est concentrée également à Tawi-Tawi à la mi-mai.

La 1re Flotte Mobile y a poursuivi son entrainement. Mais le 22 mai, le porte-avions Chitose reçut d'un sous-marin américain deux torpilles qui n'explosèrent pas : le vice-amiral Ozawa interdit alors les sorties à la mer pour l'entrainement des pilotes de porte-avions.

##### Des îles Carolines aux îles Mariannes
Le 31 mars 1944, l'amiral Koga avait été porté disparu avec son hydravion, aux Philippines. Ce n'est qu'au début de mai qu'a été désigné son successeur, l'amiral Toyoda. Tant que l'aviation américaine avait bombardé principalement les îles Carolines, que l'état-major japonais pensait être le prochain objectif américain, les grands bâtiments japonais n'ont pas quitté leur base.

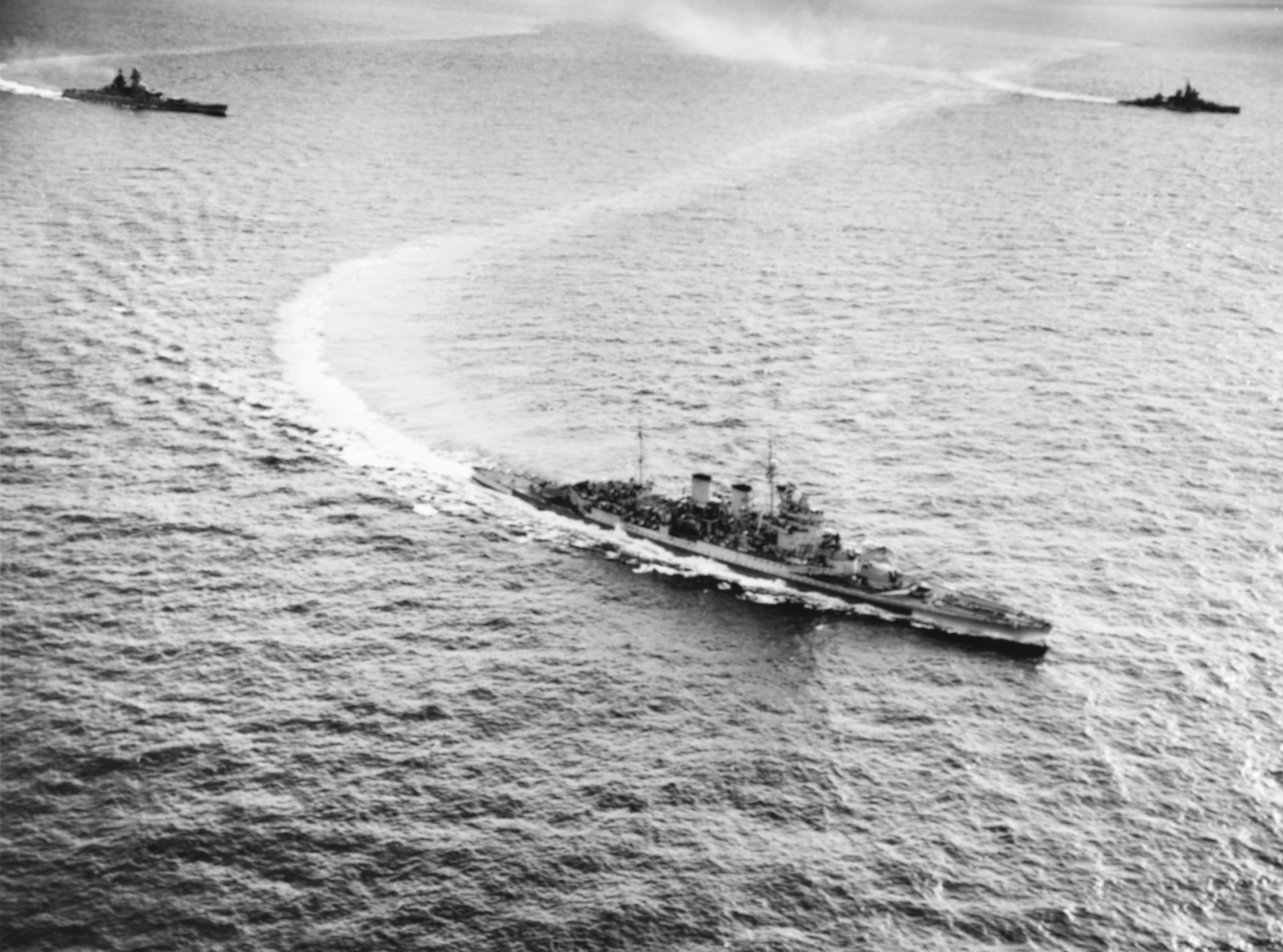
Les cuirassés de l'Eastern Fleet, le 12 mai 1944, au premier plan le, à droite le, à gauche le.

Au printemps de 1944, les Alliés sont passés à l'offensive dans l'Océan Indien, où la Flotte britannique d'Orient (Eastern Fleet) avait été ralliée, au début de 1944, par le porte-avions d'escadre HMS Illustrious, par les cuirassés HMS Queen Elizabeth et Valiant, et le cuirassé français Richelieu. L'objectif stratégique était multiple, détourner les Japonais aussi bien de l'offensive de l'U.S.Navy dans le Pacifique central que de l'avance des troupes du général MacArthur en mer de Bismarck et aider l'aviation embarquée de la Royal Navy à bénéficier de l'expérience acquise par les Américains. Aussi l'USS Saratoga a été momentanément placé sous le commandement du vice-amiral Somerville. Sur le plan tactique, il s'agissait d'appuyer une offensive britannique en Birmanie en perturbant l'approvisionnement des Japonais en carburant. L'aviation embarquée a donc bombardé le 19 avril les installations portuaires et pétrolières de Sabang à l'ouest de Sumatra, (opération Cockpit). Une seconde opération (opération Transom), eut lieu, le 17 mai, contre Sourabaya à l'est de Java. Le lendemain, l'USS Saratoga est parti rejoindre la flotte américaine du Pacifique.
Mais le 27 mai, les forces du général MacArthur ont commencé à débarquer sur l'île de Biak, qui faisait partie de la “Zone de Défense Nationale Absolue”. L'amiral Toyoda a alors décidé d'y envoyer la 1re Division de cuirassés (les deux cuirassés géants de la classe Yamato), aux ordres du vice amiral Ugaki (opération Kon). Elle a appareillé le 10 juin, et a relâché à Batjan, dans les Moluques du nord, le 12.
Or, dès le 11 juin, l'aviation embarquée américaine a commencé un bombardemant intensif des îles Mariannes.
Les forces rassemblées dans la Ve Flotte sont considérables, six cuirassés anciens, sept croiseurs lourds, onze porte-avions d'escorte font partie des Task Forces 52 et 53. Six cuirassés modernes, trois croiseurs lourds récents (de la classe Baltimore), neuf grands croiseurs légers récents (de la classe Cleveland) sont rassemblés dans la TF 58, dont le noyau dur est constitué de quinze porte-avions rapides répartis comme suit:
- les USS Hornet, Yorktown, Belleau Wood, et Bataan, dans le TG 58.1, aux ordres du contre-amiral Clark;
- les USS Bunker Hill, Wasp, Monterey, et Cabot, dans le TG 58.2, aux ordres du contre-amiral Montgomery;
- les USS Lexington, Enterprise, San Jacinto, et Princeton, dans le TG 58.3, aux ordres du contre-amiral Reeves, le vice-amiral Mitscher avait sa marque sur l'USS Lexington;
- les USS Essex, Cowpens, Langley, dans le TG 58.4, aux ordres du contre-amiral Harrill.

Mouvements des forces américaines et japonaises en mer des Philippines, à la mi-juin 1944.

Ces quatre Task Groups ont bombardé le 11 et le 12 juin les aérodromes de Rota, Saipan, Tinian et Guam dont 60 % des 250 avions sont détruits. Le 13 juin, les cuirassés rapides de la classe North Carolina et les USS Iowa, New Jersey, Alabama, Indiana et South Dakota ont bombardé Saipan et Tinian. L'amiral Toyoda a donc décidé la mise en oœuvre du Plan A-Go de défense des Îles Mariannes : la 1re Flotte Mobile, aux ordres du vice-amiral Ozawa a appareillé de Tawi-Tawi, le 13 juin, pour se porter à la rencontre de la flotte américaine devant Saipan, et le vice-amiral Ugaki a quitté Batjan et mis cap au nord pour la rallier.

##### La bataille de la mer des Philippines (19-20 juin 1944)
Le 14 juin, les TG 58.1 et 58.4 sont allés bombarder les aérodromes d'Iwo Jima et de Chichi Jima, dans l'archipel des îles Bonin, sur lesquels pouvaient faire escale des avions venant du Japon, pour attaquer les forces américaines qui allaient débarquer sur les îles Mariannes. Le 15 juin, deux divisions de Marines et une division d'infanterie ont débarqué à Saipan, bénéficiant de la couverture rapprochée des Task Groups d'Appui Aérien TG 52.11 et TG 52.14 rassemblant onze porte-avions d'escorte, huit de la classe Casablanca (USS Fanshaw Bay, Midway, White Plains, USS Kalinin Bay, USS Kitkun Bay, Gambier Bay, Corregidor, Coral Sea), et trois de la classe Sangamon, USS Sangamon, Suwannee, et Chenango.
Le 16, les TG 58.1 et 58.4 sont rentrés de leur raid sur les îles Bonin. De son côté, la 1re Flotte Mobile a franchi le détroit de San-Bernardino et débouché en mer des Philippines, où elle a été rejointe par la force du vice-amiral Ugaki. Des sous-marins ont repéré les forces japonaises et l'amiral Nimitz a signalé le 18 au soir à la Ve Flotte que la flotte japonaise se trouvait à 560 km à l'ouest-sud ouest de Saipan. Le vice-amiral Mitscher a proposé d'aller l'attaquer avec la Task Force 58. Choisissant une tactique défensive, l'amiral Spruance n'a pas accédé à son désir, ne voulant pas prendre le risque qu'il se fasse tourner, manœuvre qui eût fait courir le plus grand risque aux forces amphibies débarquant à Saipan,. Il lui a en revanche ordonné de déployer en écran anti-aérien les sept cuirassés rapides du TG 58.7 du vice-amiral Willis A. Lee qui alignaient une batterie anti-aérienne à longue portée de 136 pièces de 127 mm.
L'idée de manœuvre japonaise était de rechercher une « bataille décisive », avec les forces américaines assurant la couverture éloignée d'un débarquement sur les îles Mariannes et en particulier sur Saipan, après que l'aviation japonaise basée à terre les aurait affaiblies. La Marine Impériale japonaise est alors capable d'aligner neuf porte-avions dans une même formation opérationnelle, plus qu'elle n'en avait jamais aligné auparavant, et ils sont dotés de près de 500 appareils, certains améliorés tels que le "Zero" modèle A6M5, d'autres récents, comme le bombardier en piqué D4Y "Judy" ou le bombardier-torpilleur B6N "Jill", cependant certains bâtiments, notamment les porte-avions légers, étaient trop lents pour mettre en œuvre les "Judy". Le vice-amiral Ozawa avait bien l'intention de profiter du rayon d'action plus important de son aviation, et de l'avantage donné par les alizés soufflant de l'ouest, et il a lancé, le 18 juin, en avant-garde à 150 km vers l'est, la Force “C” du vice-amiral Kurita. Mais ce faisant, il accordait une confiance exagérée aux informations excessivement optimistes reçues du vice-amiral Kakuta, commandant la 1re Flotte Aérienne, c'est-à-dire l'aviation navale basée à terre, dont les forces durement frappées par les premières attaques de l'aviation embarquée américaine n'avait aucunement affaibli la Ve Flotte américaine.

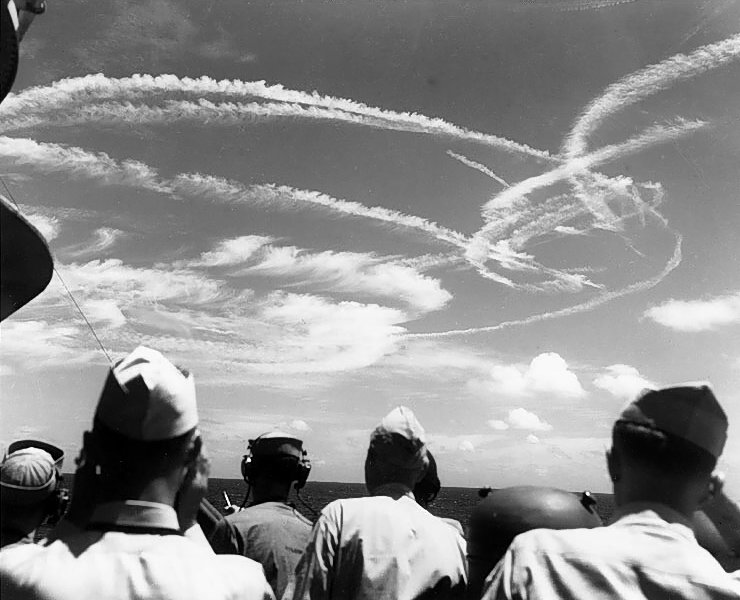
La chasse embarquée américaine a constitué un écran très protecteur contre les attaques aériennes japonaises, pendant la bataille de la mer des Philippines.

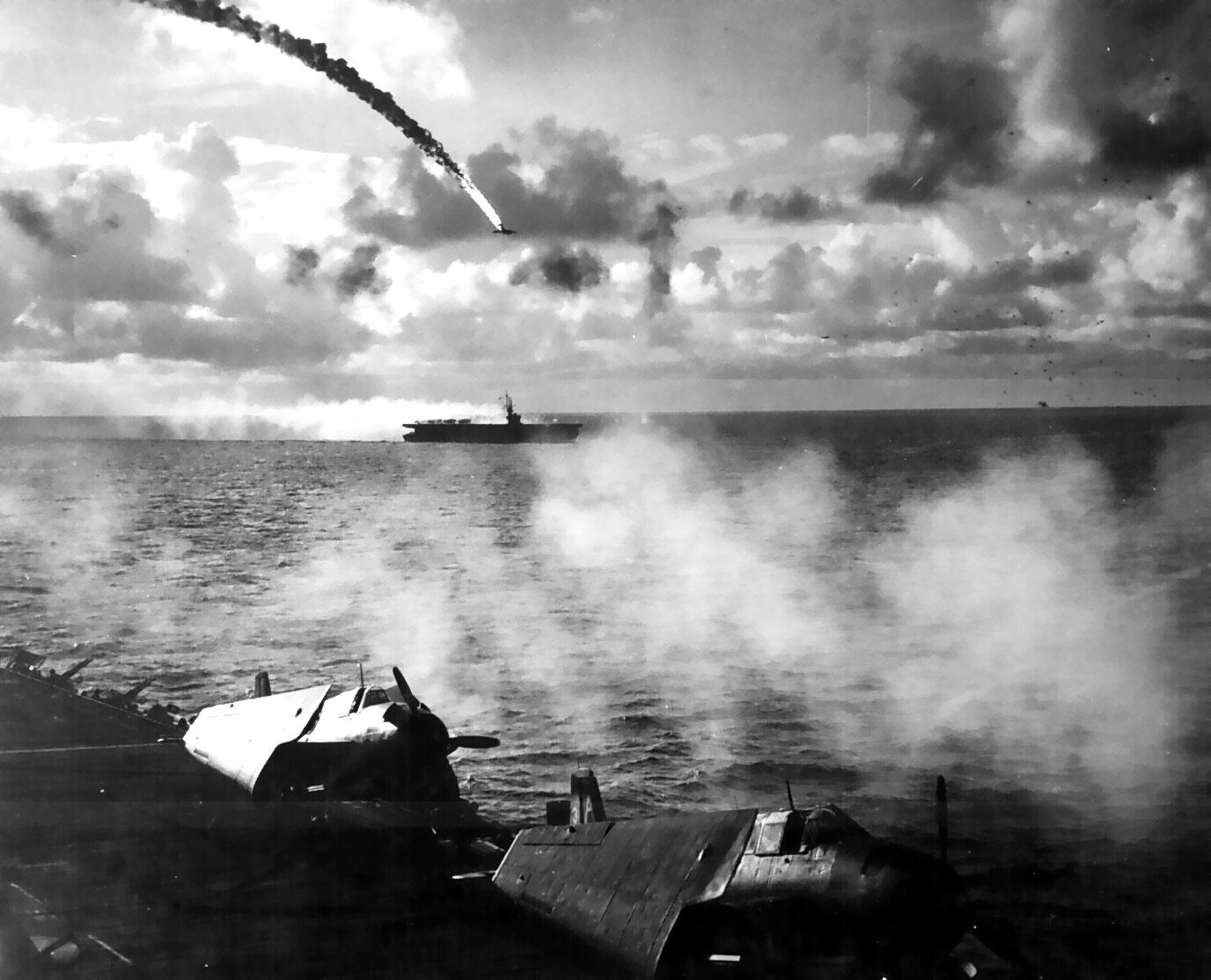
Un avion japonais abattu en attaquant le porte-avions d'escorte USS Kitkun Bay, en juin 1944.

Le 19 juin au matin, une première vague d'attaque est lancée par la 3e Division de Porte-avions, sans coordination avec les autres forces, n'infligeant que des dégâts minimes à l'USS South Dakota, au prix d'une quarantaine d'appareils abattus par la DCA et la chasse embarquée américaines sur les quelque soixante-dix appareils qui y participent. Une seconde vague est lancée peu après par le gros des forces japonaises. Elle compte presque deux fois plus d'appareils, elle n'aura pas plus de résultats, mais, sur presque 130 avions engagés, près de cent seront abattus.
Deux coups très durs vont alors être portés à la Flotte Mobile, non pas par l'aviation embarquée, mais par deux sous-marins de la classe Gato, l'USS Albacore et l'USS Cavalla, qui vont successivement torpiller, pour le premier, le navire amiral Taihō, contraignant le vice-amiral Ozawa à transférer sa marque sur le croiseur Haguro, et pour le second, le porte-avions Shokaku. Les deux porte-avions vont couler dans l'après-midi du 19 juin, malgré les efforts des équipes de sécurité, efforts contrariés par la volatilité du carburant d'aviation de mauvaise qualité que la Marine Impériale japonaise en était réduite à utiliser Deux autres vagues d'attaque aériennes vont cependant être encore lancées, toujours sans plus de résultats, toujours avec des pertes considérables, 90 % d'avions abattus pour les quelque 80 avions de la quatrième vague. En fin d'après-midi, la Flotte Mobile japonaise mit le cap au nord-ouest pour rejoindre ses pétroliers ravitailleurs, et la flotte américaine ne se lança pas à sa poursuite.

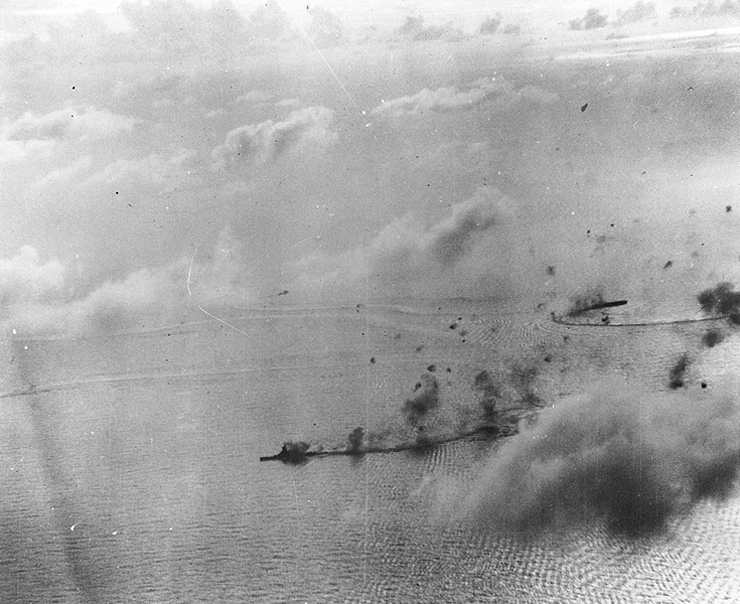
Le ou le Haruna accompagnant le porte-avions léger Chiyoda, sous les bombes sans doute de l', le 20 juin 1944.

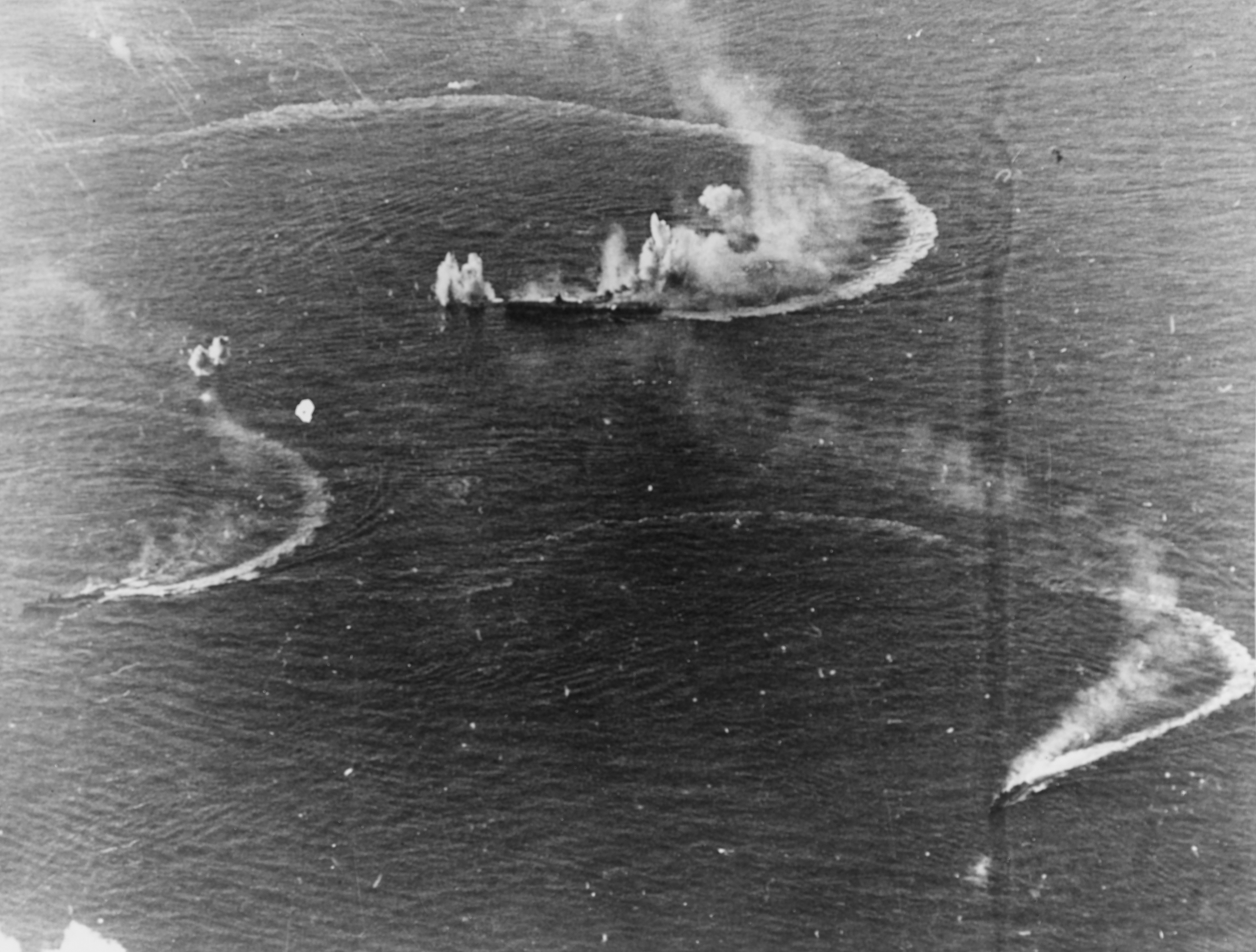
Le porte-avions japonais Zuikaku (au centre) et deux destroyers manœuvrent alors qu'ils sont attaqués par les avions de la TF 58, dans l'après-midi du 20 juin 1944.

Le 20 juin, bien qu'un tiers seulement des 326 avions lancés à l'attaque soit revenu sur ses porte-avions, le vice-amiral Ozawa, qui avait transféré sa marque sur son dernier grand porte-avions, le Zuikaku, voulait croire les rapports excessivement optimistes de ses aviateurs sur les dégâts infligés aux porte-avions américains et pensait qu'un certain nombre de ses appareils avaient réussi à gagner Guam. Lorsqu'il eut connaissance d'un message intercepté indiquant que la flotte américaine ignorait où se trouvait la flotte japonaise, il crut devoir préparer le lancement d'une nouvelle vague d'attaque, mais vers 15 h 40, la flotte japonaise avait été repérée par des reconnaissances américaines à 220 nautiques dans le nord-ouest. À 16 h 20, le vice-amiral Mitscher décidait, malgré la distance à parcourir et l'heure avancée de l'après-midi, de lancer à l'attaque environ 180 avions, qui ont décollé un quart d'heure plus tard. Vers 18 h 15, le porte avions Hiyō et deux pétroliers étaient torpillés, le Hiyō a coulé deux heures plus tard, tandis que les porte-avions Zuikaku et Chiyoda étaient endommagés, et 40 avions abattus. Le vice-amiral Ozawa mit alors définitivement le cap sur Okinawa et le Japon, tandis qu'à la nuit faite, le retour des avions américains sur leurs porte-avions se fit dans une grande confusion et avec de nombreuses pertes matérielles. Cet épisode est connu comme “la mission au-delà de l'obscurité” (Mission beyond Darkness),.
En retournant se réapprovisionner en munitions et en carburant à Eniwetok, le contre-amiral Clark proposa de faire une nouvelle incursion sur Iwo Jima et Chichi Jima, les écoutes radio laissant penser que de nouveaux appareils japonais y étaient arrivés. Le vice amiral Mitscher a donné son accord à cette diversion, y faisant référence comme l'« opération Jocko », d'après le surnom du contre-amiral Clark. Le 24 juin, cinquante chasseurs ont décollé des porte-avions du TG 58.1. Ils ont été attaqués par l'aviation japonaise d'Iwo Jima. 66 appareils japonais ont été détruits au prix de six “Hellcats” perdus. Puis le TG 58.1 a repris le chemin d'Eniwetok.
La TF 58 a appuyé ensuite les forces américaines à Saipan, Guam, Tinian. Le 4 juillet, un troisième raid du TG 58.1, avec l'assistance du TG 58.2 du contre-amiral Davison, a eu lieu contre Iwo Jima et Chichi Jima. Dès l'aube, l'aviation embarquée américaine a surpris les Japonais. Sur les porte-avions du contre-amiral Clark, les aviateurs qui ont participé à ces opérations ont reçu un certificat de membre de la “Jocko Jima Development Corporation”. Un quatrième raid contre Iwo Jima et Chichi Jima a eu lieu un mois plus tard.

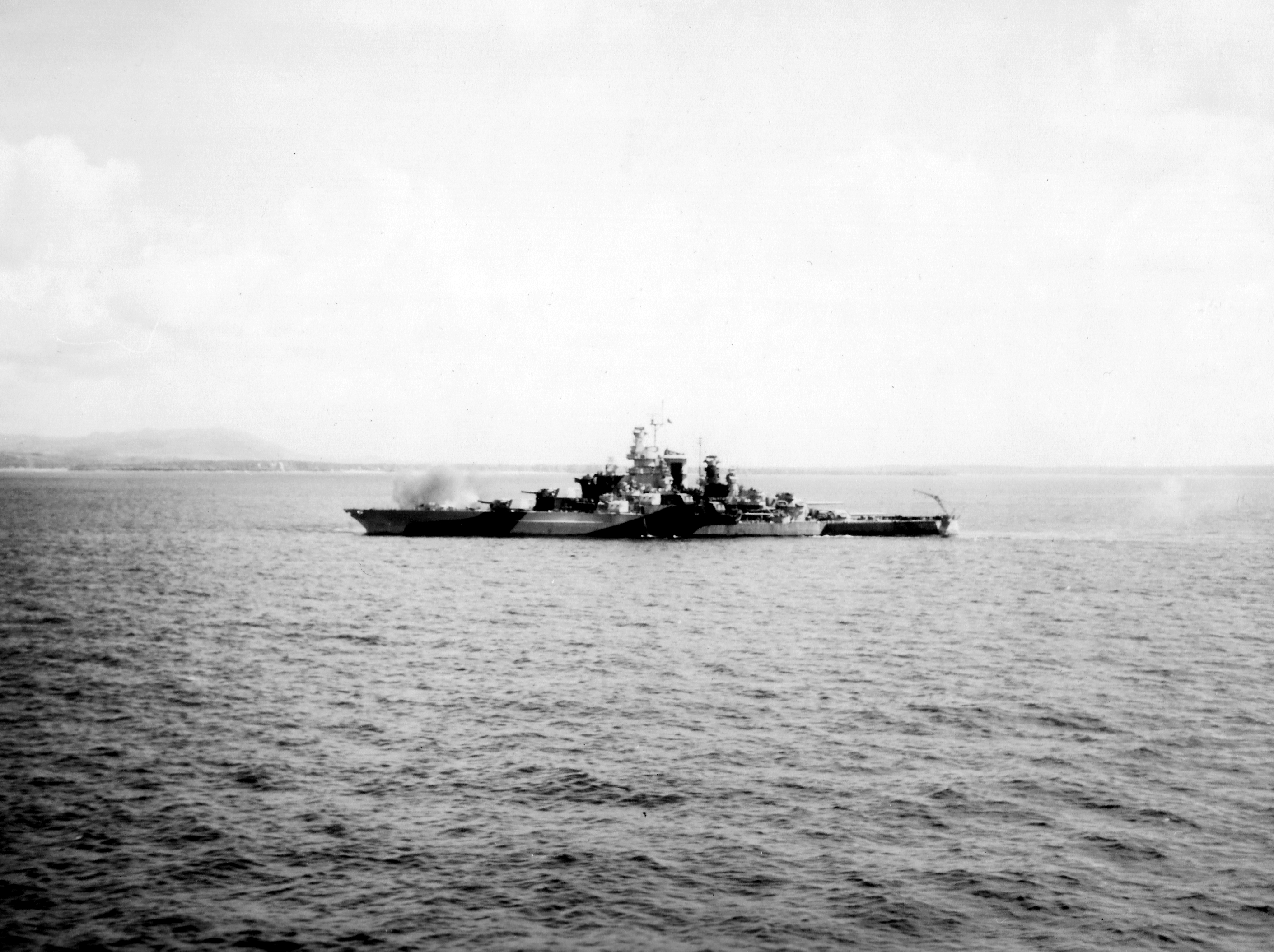
L', reconstruit après Pearl Harbor, qui fait partie du Groupe d'Appui Feu (TG 53.5) du contre-amiral Oldendorf bombardant Guam, le 19 juillet 1944.

Le 8 juillet, le vice-amiral Nagumo, commandant de la Zone du Pacifique central, qui avait son QG à Saipan, s'est suicidé pour ne pas avoir à se rendre, et le vice-amiral Takagi, commandant-en-chef de la 6e Flotte, c'est-à-dire les sous-marins, a été tué. Le 9 juillet, les combats ont cessé à Saipan. Le 21 juillet, les Américains ont débarqué sur Guam, et le 24 juillet, sur Tinian. Le vice-amiral Kakuta, commandant-en-chef de la 1re Flotte Aérienne, y disparait vers le 31 juillet et les combats ont cessé à Tinian le 1er août, et à Guam le 10 août.
Au Japon, la perte des îles Mariannes a entrainé le 22 juillet, le remplacement comme Premier ministre du général Tojo par le général Koiso. La bataille de la mer des Philippines, qui a mobilisé autant de forces terrestres américaines que le débarquement de Normandie qui avait eu lieu quinze jours plus tôt, a marqué la fin de l'aviation embarquée japonaise. Elle a démontré la supériorité de l'U.S. Navy, en nombre et en performances des porte-avions, en qualité des appareils (particulièrement des chasseurs “Hellcats”) et en expérience des pilotes. Tout au plus, certains ont pu penser qu'une tactique plus agressive de l'amiral Spruance aurait entrainé des pertes encore plus lourdes pour la Marine impériale japonaise. Mais l'opinion de l'amiral King, commandant-en-chef de la Flotte des États-Unis et chef des opérations navales était sans ambigüité, lorsqu'il dit : « Spruance, vous avez fait un sacré bon boulot. Peu importe ce que d'autres gens vous disent, votre décision a été correcte ».
Pour son commandement de la Force du Pacifique central, de la fin de 1943 à juillet 1944, Raymond Spruance a été cité une troisième fois pour service distingué et donc attribution d'une seconde étoile d'or sur le ruban de sa Navy Distinguished Service Medal.
Le 26 août, l'amiral Spruance a été remplacé à la tête de la “Grande Flotte Bleue” comme étaient familièrement désignées les forces navales du Pacifique central, par l'amiral Halsey. À cette occasion, la Ve Flotte a été rebaptisée IIIe Flotte, la Fast Carrier Task Force du vice-amiral Mitscher a été renumérotée TF 38, mais Marc A. Mitscher en a gardé le commandement, avec les quatre Task Groups, désormais commandés par le vice-amiral McCain pour le TG 38.1, le contre-amiral Bogan pour le TG 38.2, le contre-amiral Sherman pour le TG 38.3, et le contre-amiral Davison pour le TG 38.4.
Pendant les cinq mois qui suivent, et où l'amiral Halsey va commander la IIIe Flotte, les forces américaines dans le Pacifique vont, pour la plupart d'entre elles, n'avoir qu'un seul objectif, la reconquête des Philippines. C'est une nouveauté, parce que jusqu'alors, on avait assisté à deux campagnes distinctes, quoiqu'imbriquées, l'une principalement terrestre, en Nouvelle-Guinée, dans la Zone du Pacifique Sud-Ouest, sous les ordres du général MacArthur, Commandant des Forces de l'Armée des États-Unis en Extrême-Orient, et l'autre principalement navale, avec une tactique de « saut d'île en île », sous les ordres de l'amiral Nimitz, commandant-en-chef de la Flotte du Pacifique et commandant-en-chef des Zones de l'Océan Pacifique. L'unicité de l'objectif, les Philippines, ne change pas le fait que la seule structure susceptible de donner un ordre qui s'applique à tous les acteurs était la réunion des Chefs d'État-Major, à Washington. Un certain nombre de difficultés en résulteront, particulièrement le 25 octobre 1944 pendant la bataille du golfe de Leyte, l'amiral Halsey consacrant toutes ses forces à la destruction de la flotte japonaise, et en particulier de ses porte-avions, et le vice-amiral Kinkaid pensant que la priorité devrait être donnée à la protection des forces amphibies assurant le débarquement sur Leyte, comme l'amiral Spruance l'avait fait, de sa propre autorité, en mer de Philippines, devant Saipan.

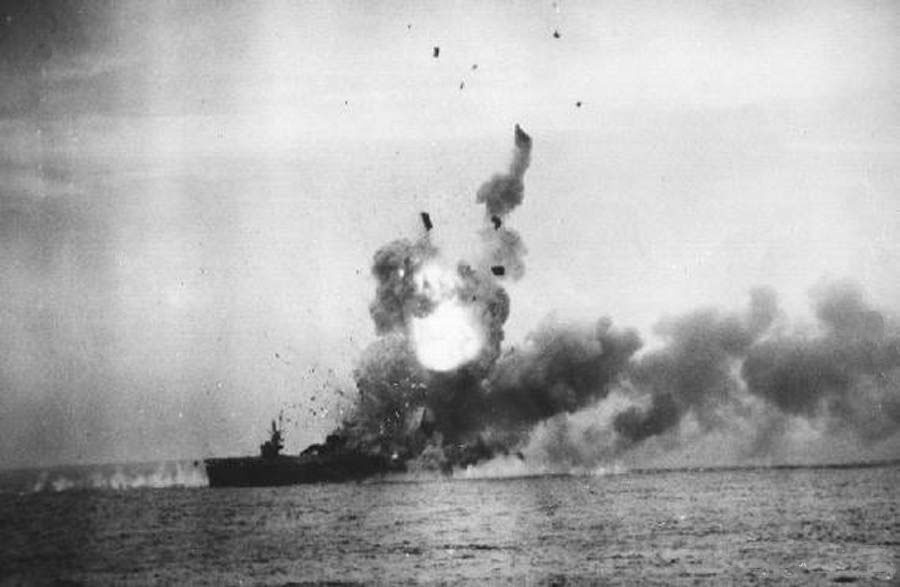
L', porte-avions d'escorte de la VIIe Flotte, explose après une des premières attaques d'avion-suicide, le 25 octobre 1944.

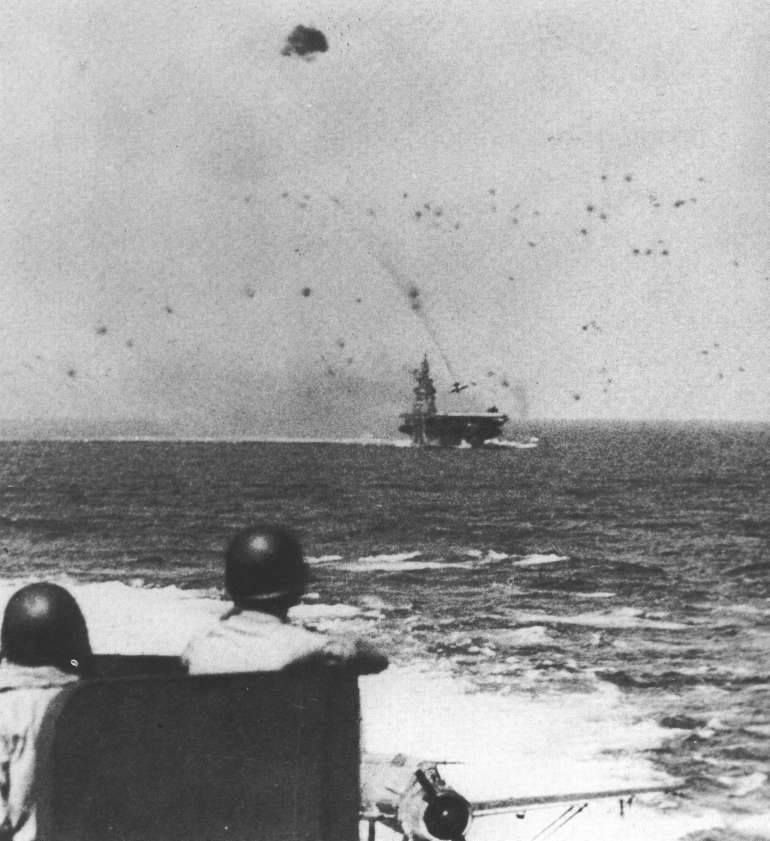
L' alors qu'il va être frappé le 25 novembre 1944 par un kamikaze.

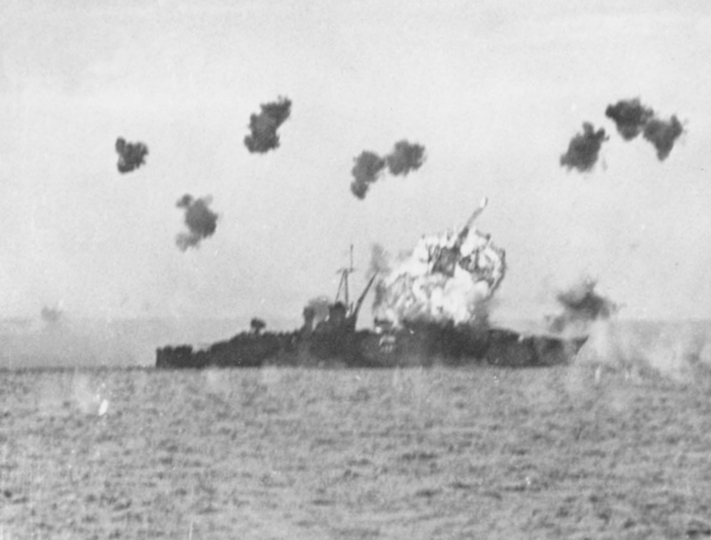
L'USS Louisville touché par un kamikaze, le 6 janvier 1945.

Mais cela eut une autre conséquence. Dans la mesure où le débarquement aux Philippines devait se faire aux ordres du général MacArthur, une part importante des forces navales du Pacifique central ont été transférées de la IIIe Flotte (ex-Ve Flotte) à la VIIe Flotte (« la Marine de MacArthur »), notamment le IIIe Corps Amphibie du vice-amiral Wilkinson (qui a succédé en juillet au général Smith, qui va être nommé à la tête du Corps des Marines de la Flotte du Pacifique), ou les cuirassés anciens et les croiseurs du contre-amiral Oldendorf ou les porte-avions d'escorte du contre-amiral Thomas Sprague. Ces différentes unités qui avaient combattu sous les ordres de l'amiral Spruance ont eu une part active à la bataille du golfe de Leyte, non pas sous les ordres de l'amiral Halsey, mais du vice-amiral Kinkaid, à la bataille du détroit de Surigao ou à la bataille au large de Samar, la IIIe Flotte se trouvant réduite de fait à la TF 38, sous les ordres du vice-amiral Mitscher, jusqu'à la fin d'octobre 1944, puis du vice-amiral McCain, ensuite.
Un élément nouveau bouleverse alors la guerre navale dans le Pacifique, c'est la tactique des attaques-suicides, qui est systématiquement mise en œuvre par les Japonais. Les premières unités qui en sont victimes sont les porte-avions d'escorte du contre-amiral Thomas Sprague, au cours de la bataille au large de Samar (les porte-avions USS Santee, Suwannee, Petrof Bay ont été endommagés, et le USS St. Lo coulé le 25 octobre). Pendant les bombardements de Luçon, le porte-avions USS Intrepid est gravement endommagé. Pendant les débarquements à Mindoro et au golfe de Lingayen, le porte-avions d'escorte USS Ommaney Bay est coulé le 4 janvier, le cuirassé USS New Mexico et le croiseur USS Louisville sont gravement endommagés (5 et 6 janvier 1945).

#### Commandant de laVeFlotte devant Iwo Jima et Okinawa (février-mai 1945)
Le 26 janvier, l'amiral Spruance remplace l'amiral Halsey, la IIIe Flotte redevient la Ve Flotte, le vice-amiral Mitscher prend la suite du vice-amiral McCain à la tête de la Task Force 58 (ex-TF 38) et le contre-amiral Clark retrouve le TF 58.1. Cette alternance des équipes à la tête de la puissante force navale du Pacifique central, voulue par le haut commandement américain (les amiraux de la Flotte King et Nimitz), a été un phénomène unique, d'autant que le caractère des deux principaux amiraux concernés, au demeurant amis, et leurs méthodes de commandement sont extraordinairement différents, pour ne pas dire opposés, Raymond Spruance est réfléchi, discret, calculateur et méthodique, William Halsey est impulsif, extraverti, fonceur et changeant. On a dit de Spruance qu'il était « l'amiral des amiraux », alors que les matelots étaient heureux de servir sous Halsey. L'amiral Spruance avait le talent de composer avec les gens au caractère difficile, en y incluant son ami l'impéteux vice-amiral Turner, commandant des Forces Amphibies de la Ve Flotte, mais à l'exception du vice-amiral Towers, constant critique de Spruance, qui en vint à le mépriser pour son ambition non déguisée.

##### Le débarquement à Iwo Jima (février 1945)
À la fin janvier 1945, les Américains avaient débarqué sur les îles principales des Philippines, Leyte, Luçon, Mindoro, et se rapprochaient de Manille. Dans le Pacifique central, la décision d'attaquer Iwo Jima répondait au désir d'y baser des chasseurs, pour escorter les bombardiers lourds dans la dernière partie de leurs raids contre le Japon : ce sera l'« opération Detachment ».

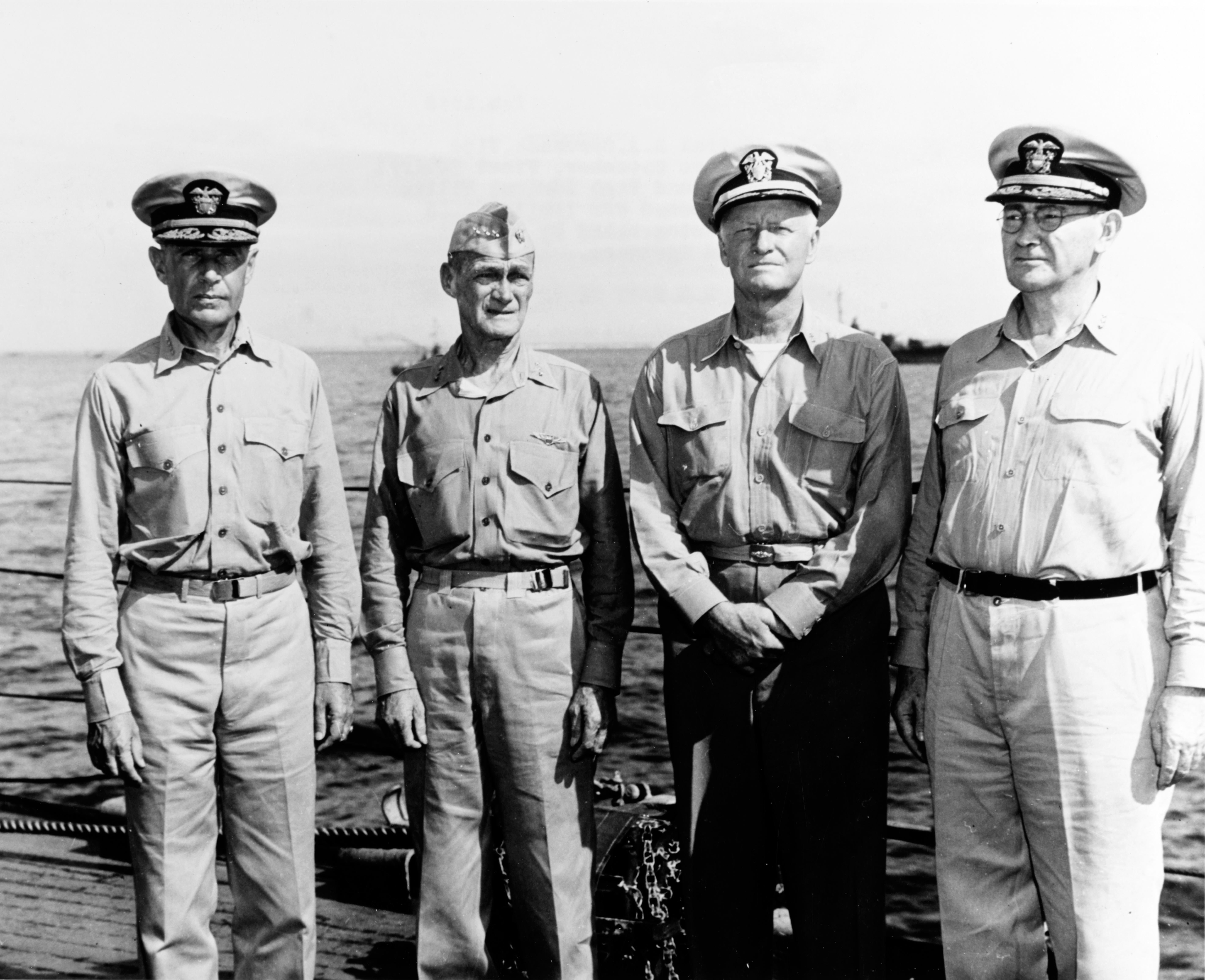
L'amiral Spruance, le vice-amiral Mitscher, l'amiral de la Flotte Nimitz et le vice-amiral Lee, sur le navire amiral, en février 1945.

À la mi-février, le vice-amiral Mitscher a lancé la Task Force 58 à l'attaque de l'archipel japonais, en bombardant la région de Tokyo pour la première fois depuis le raid sur Tokyo qu'il avait conduit en avril 1942. Le mauvais temps a contrarié les opérations, les 16 et 17 février. 340 avions japonais ont été abattus, 190 détruits au sol, au prix de 88 appareils américains perdus. Puis la TF 58 a mis le cap sur Iwo Jima; où le débarquement américain était imminent.

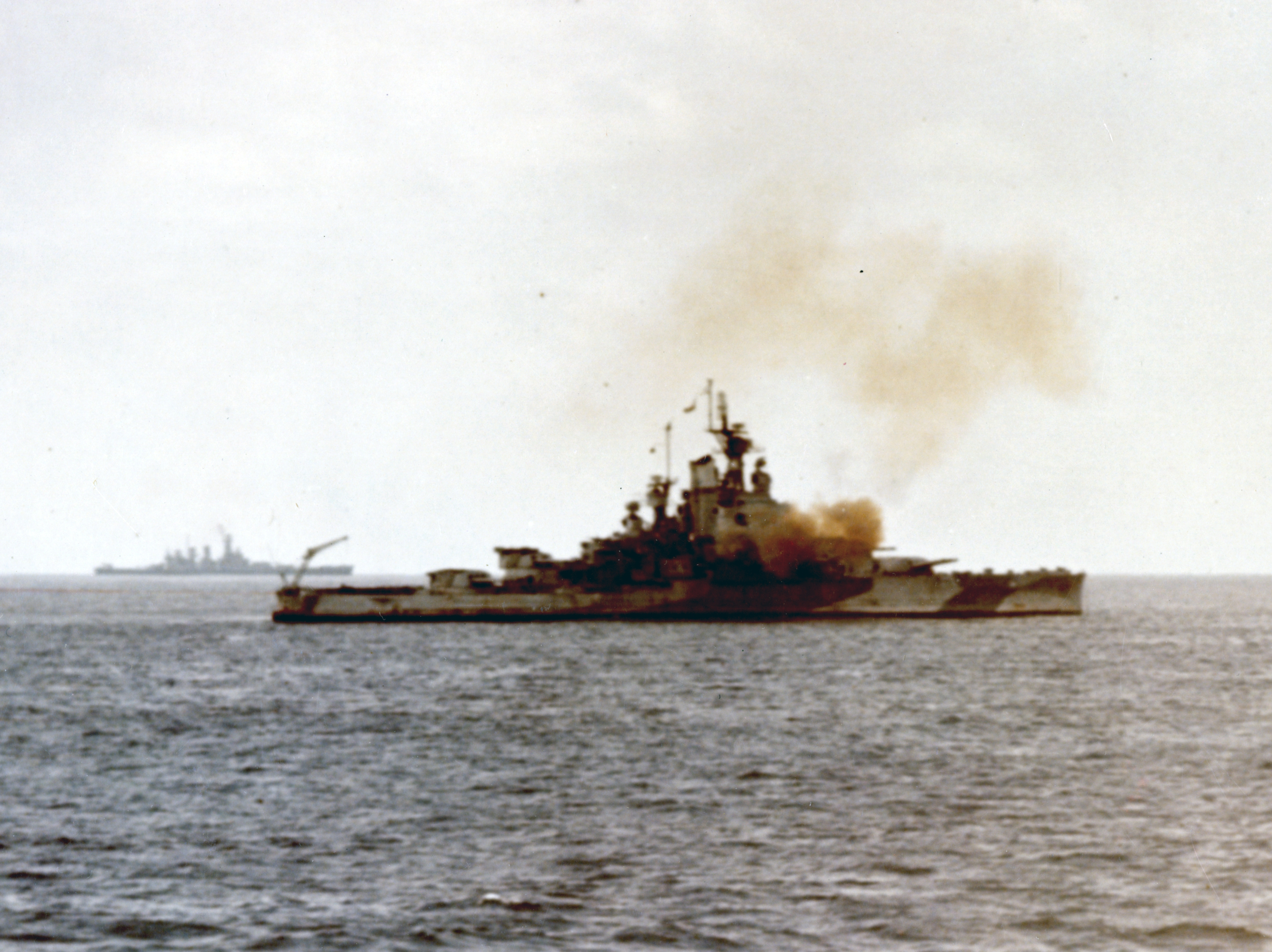
L', reconstruit après Pearl Harbor, bombarde Iwo Jima, le 19 février 1945, avec, à l'arrière-plan, un cuirassé moderne de la.

La campagne des Philippines menée par le général de l'Armée MacArthur étant désormais principalement terrestre, certaines unités qui, à l'été 1944, avaient été transférées de la IIIe à la VIIe Flotte, sont revenues au sein des forces navales du Pacifique central, alors placées sous le commandement de l'amiral Spruance. Le vice-amiral Turner, qui avait commandé les Forces amphibies de la Zone du Pacifique Sud, pendant les campagnes de Guadalcanal et des îles Salomon, puis les Forces amphibies dans le pacifique Central jusqu'aux débarquements des îles Mariannes, a retrouvé le commandement de la Task Force 51 dite Force Expéditionnaire Inter-armées (en anglais : Joint Expeditionary Force).
Si les cuirassés anciens du contre-amiral Oldendorf, sont restés dans la VIIe Flotte, et les porte-avions d'escorte du TG 77.4 y sont restés attachés pour couvrir le débarquement dans le golfe de Lingayen, jusqu'au 19 février 1945, d'autres cuirassés anciens USS Tennessee, Idaho, Nevada, Texas, New York et Arkansas ont constitué, avec quatre croiseurs lourds, le cœur d'une Task Force 54, que l'USS West Virginia a ralliée le 19 février 1945, tandis que les porte-avions d'escorte intégraient la TF 52.
Le bombardement préparatoire sur Iwo Jima, dont la population civile avait été évacuée, a commencé le 16 février, mais les Japonais avaient effectué des travaux importants de fortifications enterrées voire souterraines, ce qui en a réduit l'effet. Le débarquement a eu lieu le 19 février. Au large, le 21 février, l'USS Saratoga a été gravement endommagé et le porte-avions d'escorte de la classe Casablanca USS Bismarck Sea a été coulé à la suite d'une attaque de kamikaze. Ce fut le dernier porte-avions perdu par la marine américaine. Quant à l'USS Saratoga, lorsque ses réparations ont été achevées, il a été transformé en bâtiment d'entrainement et n'a plus jamais été envoyé en première ligne.
L'aviation embarquée a appuyé les troupes au sol jusqu'au 23. Les combats sur l'île (qui n'avait que 21 km2 de superficie) ont duré presque un mois, les pertes américaines ont été très lourdes (les Marines y ont perdu 25 % des effectifs tués pendant toute la guerre). Des interrogations se sont fait jour sur l'intérêt de cette opération, eu égard à son coût.

##### À l'attaque d'Okinawa (avril-mai 1945)
Dans la « marche vers Tokyo » engagée par l'amiral de la Flotte Nimitz, l'étape suivante était l'attaque d'Okinawa.

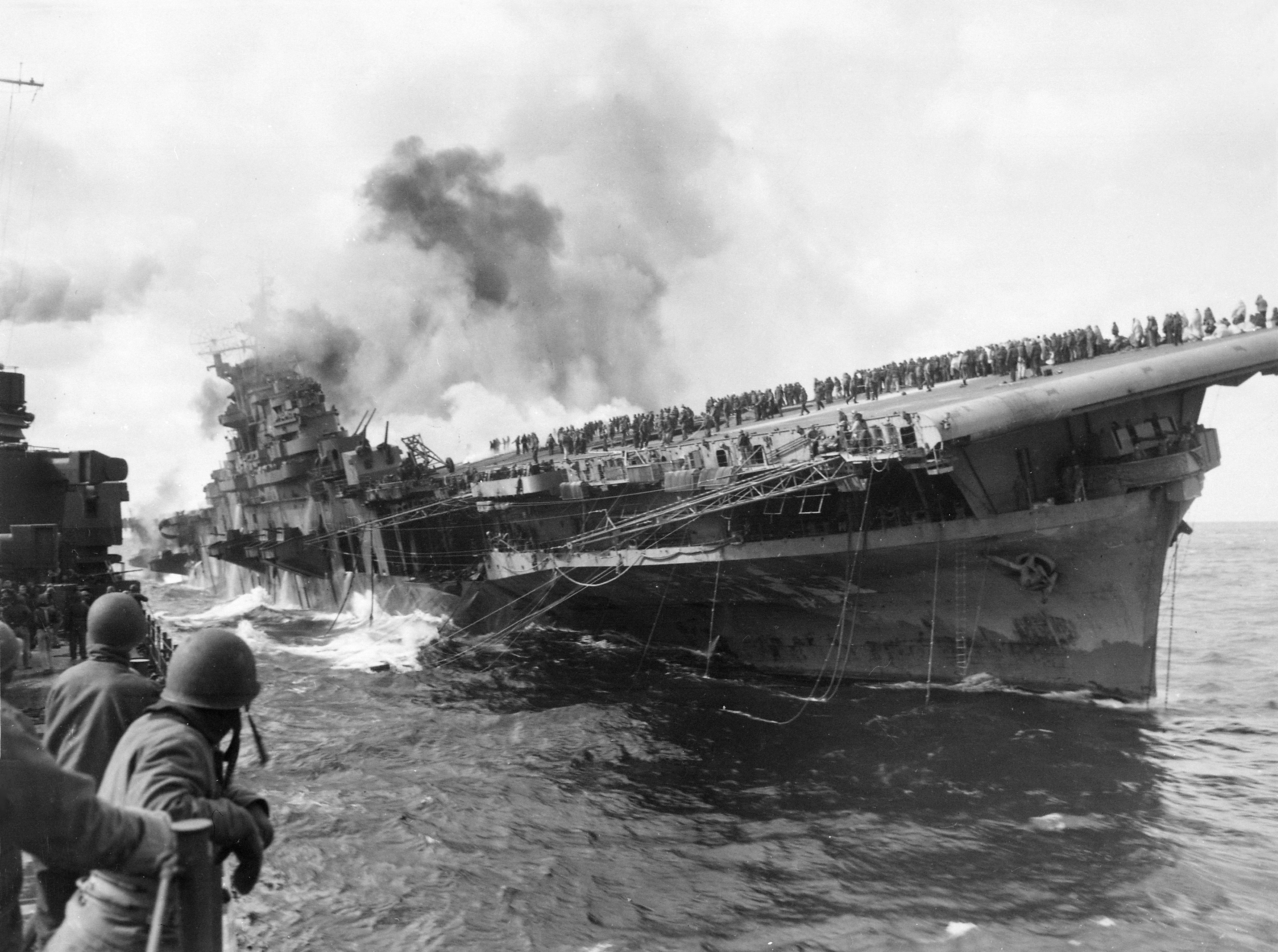
En feu, gîtant fortement, avec des pertes et des dégâts considérables, l' a été mis définitivement hors de combat, le 19 mars 1945.

À la mi-mars, pour affaiblir les forces basées sur l'archipel japonais qui pourraient s'opposer au débarquement, la TF 58 est repartie bombarder la région de Tokyo et les bases navales de Kure et de Kobe : le Yamato a été touché en Mer Intérieure,. Mais la 5e Flotte Aérienne japonaise, basée sur Kyūshū, dont le vice-amiral Ugaki, un des amiraux japonais les plus renommés, avait pris le commandement le 2 février va alors riposter très durement sur les grands porte-avions rapides américains, endommageant très gravement, le 19 mars, l'USS Franklin,, à 50 nautiques de la côte. Les pertes humaines ont été énormes, plus de 800 tués, et les dégâts considérables. Le navire réussit cependant à regagner Ulithi puis Pearl Harbor. Réparé sur la côte est des États-Unis, il n'a plus jamais connu le service actif. Les USS Wasp, Enterprise et Yorktown ont également été touchés. Le 30 mars, le croiseur USS Indianapolis, sur lequel l'amiral Spruance avait sa marque, a été si gravement endommagé qu'il a dû rentrer aux États-Unis pour y être réparé jusqu'à la fin juillet. L'amiral a transféré sa marque sur le cuirassé USS New Mexico.
Pour le débarquement sur Okinawa (opération Iceberg), la TF 58, avec dix porte-avions d'escadre (en y comptant l'USS Franklin), six porte-avions légers, huit cuirassés modernes, les deux nouveaux grands croiseurs (USS Alaska et Guam), quatre croiseurs lourds, huit grands croiseurs légers, et quatre croiseurs anti-aériens, devait assurer la couverture éloignée des forces amphibies, réparties dans six Task Forces (TF 51 à 56), vingt-trois porte-avions d'escorte pour l'appui aérien se trouvant dans la TF 52, et onze cuirassés anciens pour l'appui feu, dans la TF 54.

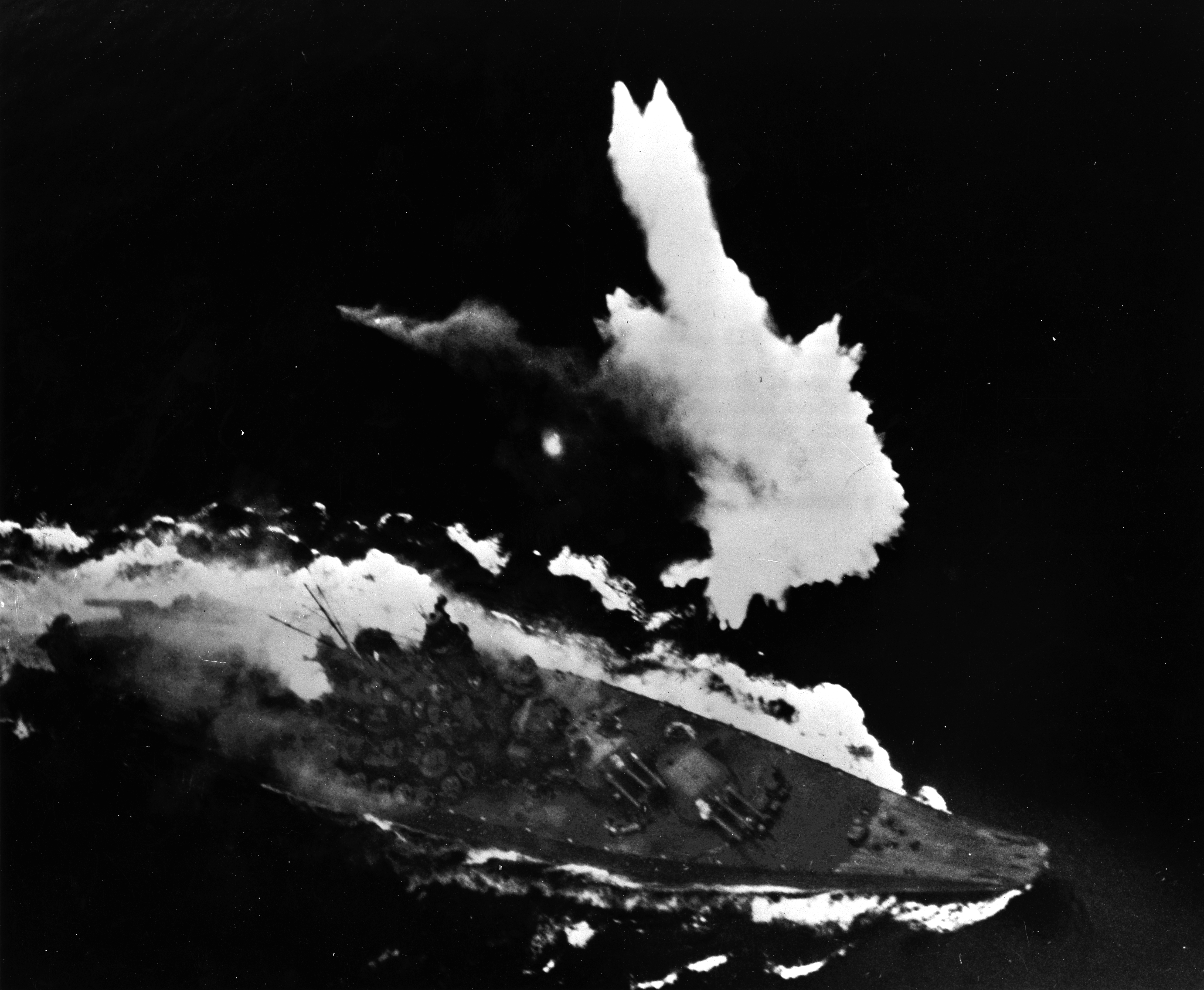
Le cuirassé Yamato sous les bombes, le 7 avril 1945.

L'emploi du Corps Spécial d'Attaque, autrement dit les Kamikaze, en particulier par les attaques-suicides d'aviation, est devenu un élément central de la tactique de défense japonaise. Dans la préparation de la défense d'Okinawa, l'Empereur Hirohito s'est étonné de l'absence d'actions de la Marine impériale, dont les quelques navires restant opérationnels étaient immobilisés par la pénurie de carburant. Pour déférer à la demande de l'Empereur, l'amiral Toyoda, commandant-en-chef de la Flotte Combinée, et son adjoint, le vice-amiral Kusaka préparèrent une sortie du cuirassé géant Yamato pour attaquer les forces de couverture éloignée du débarquement américain, et aller finalement s'échouer sur la côte d'Okinawa et servir de batterie côtière (opération Ten-Gô). L'amiral Ito, commandant d'une 2e Flotte qui n'était même plus l'ombre de ce qu'elle était quatre mois auparavant et les commandants des navires d'escorte y étaient opposés, convaincus de l'inutilité ce qu'ils ressentaient comme une attaque-suicide, car ils ne devaient pas embarquer assez de carburant pour le retour.
Le débarquement a commencé le 1er avril. Le 7 avril au matin, le Yamato, un croiseur (le croiseur léger Yahagi) et huit destroyers sont repérés par des sous-marins, en route cap au sud vers Okinawa. Plus de deux cents bombardiers accompagnés de cent quatre-vingt chasseurs, lancés par les TG 58.1 et 58.3, les attaquent. En début d'après-midi, sans couverture de chasse, le cuirassé géant a été coulé et son escorte anéantie,.
L'aviation japonaise basée au Japon ou à Formose a eu une bien plus redoutable efficacité, avec 1 400 attaques de kamikaze qui ont représenté 50 % des attaques aériennes menées d'avril à juin. En furent notamment victimes les USS Enterprise, le 11 avril, et Intrepid, le 16 avril.

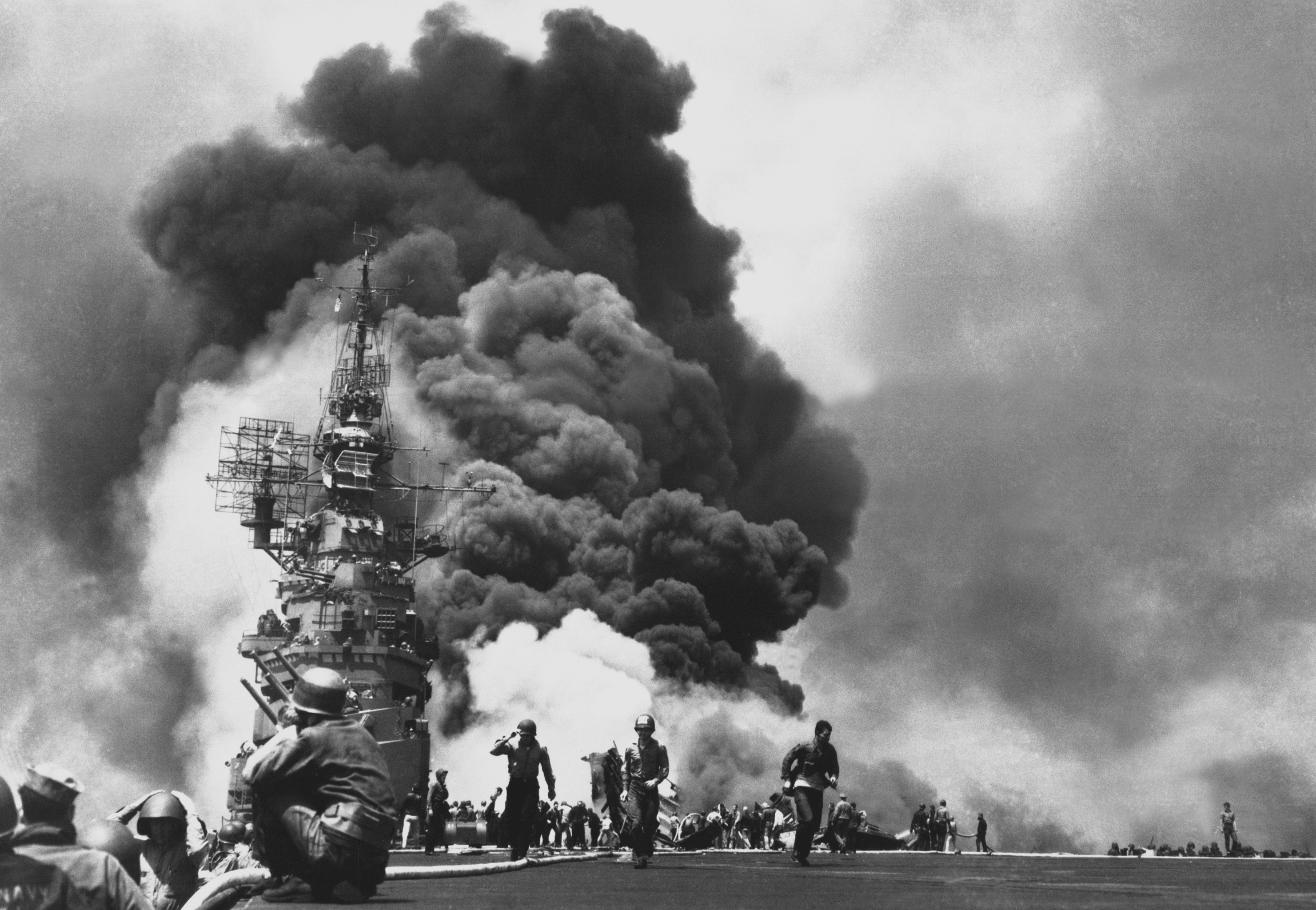
Le 11 mai, deux kamikaze atteignent l', sur lequel le vice-amiral Mitscher a sa marque.

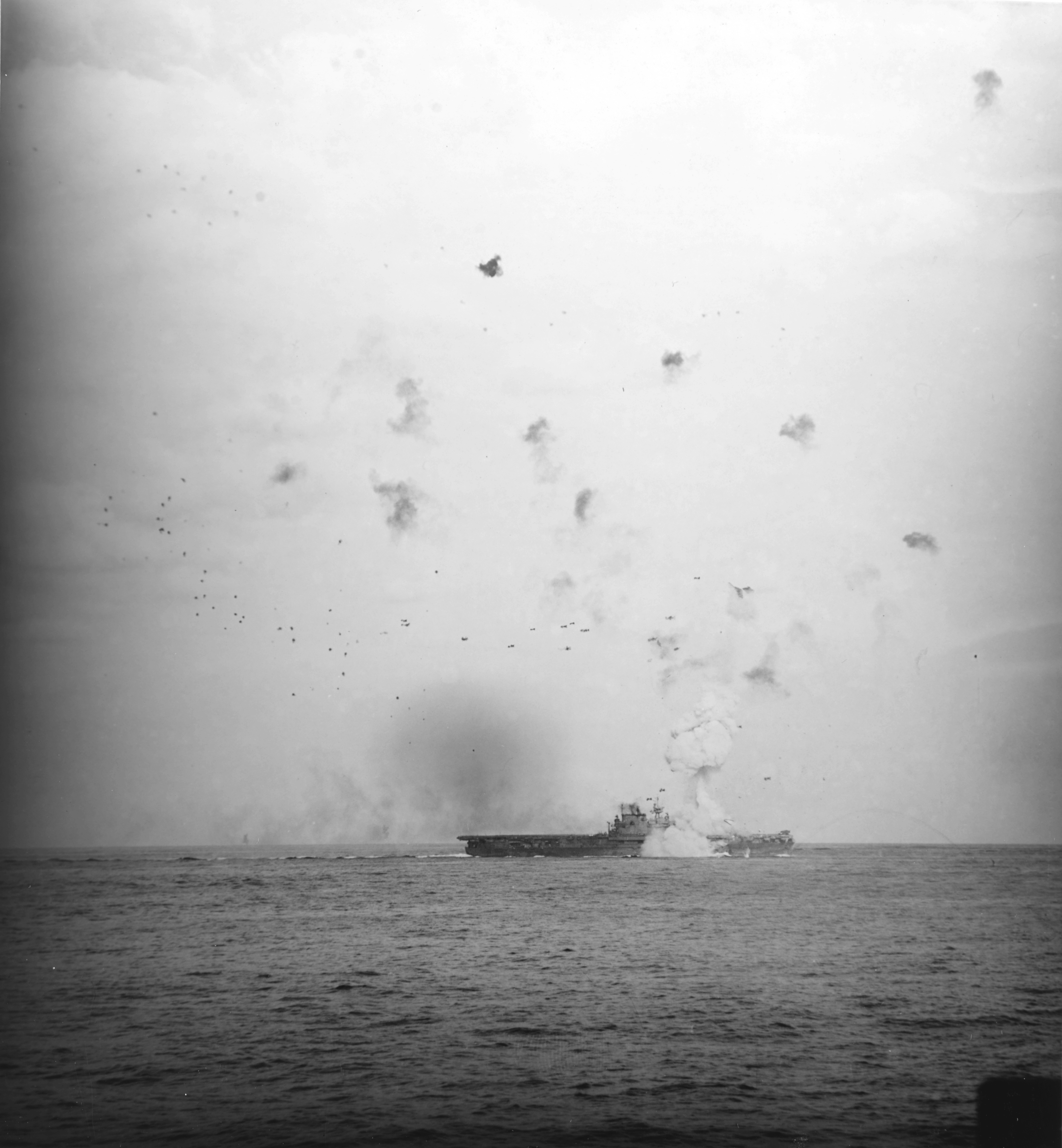
L’Enterprise touché par une bombe d'un kamikaze le 14 mai 1945. L'un des ascenseurs est soufflé à plus de 120 mètres au-dessus du navire.

En tournée d'inspection en avril, l'amiral de la flotte Nimitz, prenant en compte la fatigue résultant de la tension ressentie par Raymond Spruance et Marc Mitscher après deux mois de campagne au large d'Iwo Jima et d'Okinawa, sous les coups des kamikaze, a décidé de les remplacer sous trente jours, que la conquête d'Okinawa soit achevée ou non.
Le 11 mai, l'USS Bunker Hill, navire-amiral du vice-admiral Mitscher, a été atteint par deux fois par des kamikaze, frappant en particulier l'îlot, entrainant de lourdes pertes sur la passerelle, et le commandant de la TF 58 a dû transférer sa marque sur l'USS Enterprise. L'USS Bunker Hill, comme précédemment l'USS Franklin, n'a jamais retrouvé le service actif. Le 12 mai, le cuirassé USS New Mexico, sur lequel l'amiral Spruance avait alors sa marque, a été encore une fois endommagé par les kamikaze. Le 14 mai, l'USS Enterprise étant une fois de plus atteint par des kamikaze, le vice-amiral Mitscher a dû transférer sa marque cette fois sur l'USS Randolph,.
Le 26 mai 1945, Raymond Spruance et Marc Mitscher ont été remplacés par William Halsey et John McCain à la tête de ce qui allait être à nouveau la IIIe Flotte et la TF 38[réf. incomplète]. La conquête d'Okinawa n'a été achevée qu'un mois plus tard. L'amiral Spruance et le vice-amiral Mitscher ont reçu la Navy Cross pour leur action au cours de la campagne d'Iwo Jima et d'Okinawa,.
L'amiral Spruance, à qui les amiraux de la Flotte Nimitz et King avaient résolu de confier le commandement des forces navales impliquées dans un débarquement sur Kyushu, s'est consacré pendant l'été 1945 à la préparation de cette opération, qui n'eut jamais lieu.

### Après la guerre
Nommé au commandement de la Ve Flotte, dernier avatar de l'alternance du commandement de la Flotte du Pacifique central, après la capitulation du Japon, l'amiral Spruance, en novembre 1945, a pris la suite de l'amiral de la flotte Nimitz comme commandant en chef de la Flotte du Pacifique jusqu'au début de 1946. Il ne reçut pas la cinquième étoile d'amiral de la Flotte, promotion attribuée à l'amiral Halsey en décembre 1945, mais il lui fut accordé de conserver à la retraite la rémunération d'activité d'un amiral “quatre étoiles”.
Il a été nommé alors président de l'École Supérieure de Guerre navale (Naval War College). En octobre 1946, il a reçu l'Army Distinguished Service Medal, pour son commandement pendant les opérations contre les îles Marshall et les îles Mariannes. Il a quitté la Marine en juillet 1948.
De 1952 à 1955, il fut ambassadeur des États-Unis auprès de la République des Philippines,.
Retiré à Pebble Beach (Californie), il est très affecté par la mort de son fils en 1969, et meurt cette même année. Il est enterré au cimetière national de Golden Gate, à San Bruno, (Californie), auprès de ses compagnons d'armes, Richmond K. Turner, Chester Nimitz et Charles A. Lockwood, selon un arrangement décidé de leur vivant.
Son nom a été attribué à deux bâtiments de la Marine des États-Unis. L'USS Spruance (DD-963), lancé en 1972, fut le premier bâtiment d'une série de trente-et-un destroyers anti sous-marins qui ont constitué la classe Spruance. Il a été en service de 1976 à 2005.
 Le soixante-et-unième destroyer lance-missiles (DDG-111), de la classe Arleigh Burke, a été baptisé Spruance en 2010. Il est entré en service en 2011.

## Culture populaire
Le rôle de Raymond A. Spruance est interprété par Glenn Ford dans le film La Bataille de Midway, et par Jake Weber dans le film Midway.

## Principales décorations
|                                                       | Navy Cross                                                                                                  |
| Gold star · Gold star                                 | Navy Distinguished Service Medal avec deux étoiles d'or pour trois citations                                |
|                                                       | Army Distinguished Service Medal                                                                            |
|                                                       | Navy Commendation Ribbon                                                                                    |
|                                                       | Presidential Unit Citation (United States)                                                                  |
| Bronze star                                           | Médaille Interalliée (États-Unis) avec agrafe Outremer                                                      |
| Bronze star                                           | American Defense Service Medal avec agrafe Flotte                                                           |
| Silver star · Bronze star · Bronze star · Bronze star | Médaille de la Campagne Asie-Pacifique avec une étoile d'argent et trois étoiles de bronze pour 8 citations |
|                                                       | Médaille de la Victoire de la Seconde Guerre Mondiale                                                       |
|                                                       | Décoration de service d'Occupation de la Marine avec agrafe Asie                                            |
|                                                       | Chevalier de l'Ordre du Bain (Royaume-Uni)                                                                  |